# Dějiny Drnholce
Tento článek obsahuje soupis dějin obce Drnholec v okrese Břeclav dle pramenů uvedených v závěru.

## Historie

### Počátky Drnholce

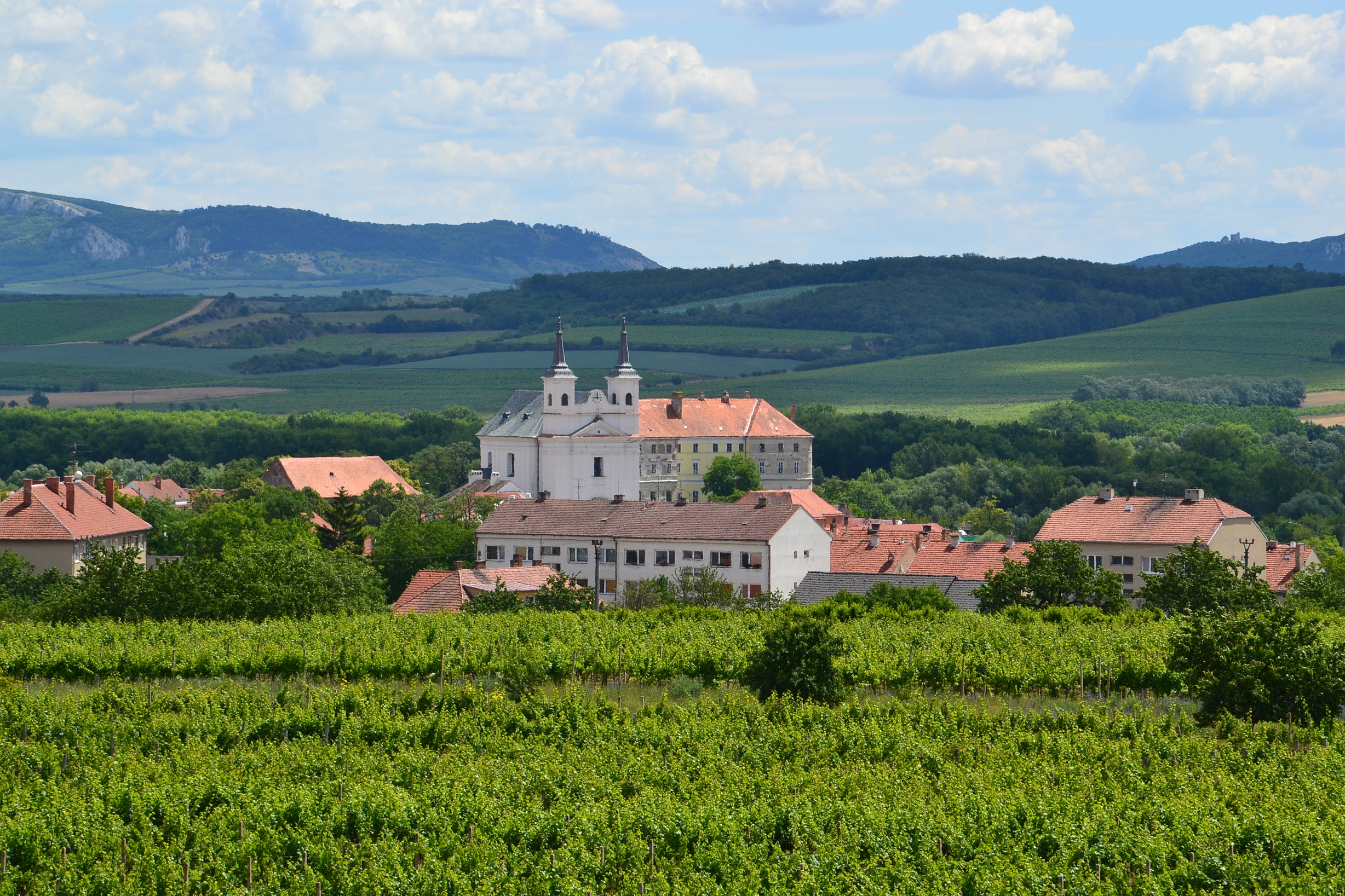
Kostel a zámek v Drnholci

S počátky Drnholce souvisí Hradisko (Burgstall), nacházející se asi 2 km západně od Drnholce. Poměrně nedávno, v roce 1991, tato lokalita poodhalila své tajemství. Zásluhou archeologa – amatéra Jaromíra Štětkaře zde byly provedeny dvě sondy, jejíž výsledky vyhodnotili archeologové Regionálního muzea Mikulov Josef Unger a Jaroslav Peška. Bylo konstatováno, že tato lokalita zřejmě náleží do skupiny poměrně málo známých mladohradištních opevnění, převážnou většinu nalezené keramiky lze datovat do 12. století. Podle zatím zjištěné situace se zdá, že zde osídlení ve 13. století nepokračovalo. Proč tomu tak bylo, lze se zatím pouze domýšlet. Pravděpodobně obyvatelé tohoto místo našli vhodnější místo k vybudování opevněného hradu, tj. v místě, kde stojí nyní zámek. Jsou známy nálezy i z jiných míst drnholeckého katastru a z různých období, avšak dosud nebyly systematicky zpracovány a vyhodnoceny.

### Osudy Drnholce v raném středověku
- 1046 – nedlouho po tomto roce daroval kníže Břetislav I. Drnovce (tak je nazýván Drnholec v nejstarších listinách) staroboleslavské kapitule.
- 1104 – kníže Lutold daroval nově založenému klášteru v Třebíči Drnovce s vinící, vinařem a krčmou
- 1110 – někdy po tomto roce dal kníže Vladislav I. Drnholec s příslušenstvím výsluhou Pulovi, zakladateli erbu lekna. Tento erb v následujících stoletích používali jako svůj rodový erb příslušníci moravského rodu Kauniců.
- 1173 – Pulův potomek Vilém z Pulína založil v Dolních Kounicích ženský premonstrátský klášter, jemuž věnoval desátky drnholeckého a mikulovského kostela. Počátkem 13. století bylo Drnholecko v rukou rakouského rodu Sirotků, kolonizací vznikla hustá sídelní síť, již s lánovou soustavou. Tato kolonizace německým obyvatelstvem pokračovala i později a je dokladem hustého osídlení celé oblasti /mnohem hustšího než dnes/.
- 1237 – Drnholec se dostává zpět do rukou pánů erbu lekna, je zmiňován farní kostel Nejsvětější Trojice v městečku. Byl zde přechod přes hranice i přechod přes Dyji. Na přechodech se vybíralo mýto, na hranicích clo, u mostů mostné, z čehož se udržovaly cesty i mosty.
- 1249 – pravá listina ze 17. listopadu, v níž je jmenován Vilém z Drnholce. Po jeho smrti zdědil panství Oldřich z Drnholce, poslední z přímé linie rodu dvou leknínových stonků.. Patřil k významným osobnostem své doby. Byl členem družiny krále Přemysla Otakara II., jenž ho jmenoval správcem Korutan.
- 1273 – Oldřich z Drnholce zahynul v bojích s Uhry. Po jeho smrti propůjčil král Drnholec Jindřichu z Kuenringu (odkaz!)
- Z tohoto rodu pocházela matka nemanželských dětí Přemysla Otakara II. Jednu z dcer měl Oldřich za manželku.
- 1276 – Drnholec byl obsazen vojsky Rudolfa Habsburského. Stejně tak byla obsazena i jiná místa na moravsko-rakouské hranici. Po uzavření smlouvy 6. května 1277 mezi ním a Přemyslem Otakarem II. byl Drnholec českému králi vrácen.
- 1278 – hrad Drnholec s příslušenstvím se vrátil do zeměpanské držby a na několik desetiletí o něm mizí písemné zprávy.
- 1306 – český král Václav III. zavražděn v Olomouci, umírá poslední mužský potomek tohoto královského rodu – vymření Přemyslovců po meči, drnholecké zboží zcizeno mocným šlechtickým rodem Vartenberků, jehož člen Jan z Vartenberka jako moravský zemský hejtman hrál přední roli při roli v rozhodování šlechty a obhajobě šlechtických práv a zájmů proti králi Janu Lucemburskému.
- 1319 – Jan z Vartenberka společně s dalšími šlechtici uzavřel na hradě Drnholci spojenectví a nabídli své služby rakouskému vévodovi Friedrichu Habsburskému.

### Drnholec zeměpanským zbožím
- 1368 – celé drnholecké zboží náleželo Jindřichovi z Vartenberka, který je směnou za jiné statky vložil do zemských desk moravskému markraběti Janu Jindřichovi, bratru císaře Karla IV., který chtěl posílit zeměpanskou moc v zemi. Ta byla oslabena v období nástupnických sporů o trůn v letech 1306 – 1310. Tehdy patřil k panství hrad a městečko Drnholec s vesnicemi Holenice, Novosedly, Dobré Pole, Hroznatice, Purkmanice a polovina Přerova.
- 1371 – Drnholec je označován za město, ačkoliv pravděpodobně nikdy nepřekročil charakter městečka.
- 1376 – smírem z 12. ledna po bratrovražedné válce mezi markrabaty Joštem a Janem Soběslavem připadl Drnholec se vším, co k němu patřilo (bez domů ve vsi Purkmanice), Joštovi.
- 1381 – jmenován farní kostel sv. Martina.
- 1393 – Drnholec držel jako markraběcí léno Jan st. hrabě z Hardeka, který jej o dva roky později zastavil Hanušovi z Lichtenštejna.

### Lichtenštejnové majiteli Drnholce
- 1394 – markrabě Jošt udělil drnholecké panství lénem Hanušovi a Harneidovi, bratřím z Lichtenštejna jako léno české koruny.
- 1414 – Lichtenštejnský urbář, z jeho záznamů si můžeme udělat představu o drnholeckém panství. Z 10 obcí, o kterých z tohoto roku víme, pět zcela zaniklo (Pavlovice, Vrbov, Holenice, Nová Ves a Hroznětice), zbývající existují dodnes (Drnholec, Frélichov, dnes Jevišovka, Dobré Pole, Novosedly a Nový Přerov). Z údajů uvedených v tomto urbáři si můžeme udělat představu o středověkém Drnholci.

Kromě městečka se 40 lány či jejich díly je zde uvedena ještě německá ves (Deutschndrum) s 29 a česká (Behemdrum) s 11 lány a půllány. To naznačuje, že obyvatelstvo Drnholce tvořili jak Češi, tak i Němci. Kromě již uvedených láníků a pololáníků zde žili domkáři, celkem bylo v Drnholci 134 usedlostí. Jeden svobodný lán náležel k drnholeckému mostu, kounický probošt vlastnil dvůr se čtyřmi lány, Lichtenštejni dvůr se dvěma lány a mlýnem, vedle toho 6 podsedků náleželo kounickému proboštství. Současně urbář uvádí povinnosti obyvatel. Například z celolánu se odvádělo o Jiřím (24. dubna) a o Václavu (28. září) po 32 groších. Kromě toho musel po celý rok dva dny týdně pracovat na panských polích a o žních svážet obilí do vrchnostenského dvora. Dále v tehdejším Drnholci bychom nalezli lázeň, masné a pekařské krámy, rybářství a rychtu. Městečko se uzavíralo dvěma branami: Horní (směrem k Litobratřicím) a dolní (směrem k Dyji). Vybíralo se tu mostné a pod drnholeckým hradem se vyvinulo tržiště. Drnholec těžil ze své polohy, neboť jím procházela důležitá obchodní cesta spojující Moravu s Rakouskem. Současně to znamenalo, že hrad i městečko trpěly vpády četných vojsk.
Zaniklé vesnice v okolí Drnholce:
- Bahnov zanikl u Frélichova (Jevišovka), připomíná se poprvé v roce 1355, byla zde tvrz a mlýn. Poslední zmínka o něm je z roku 1406. Tvrz stávala pravděpodobně na soutoku Dyje s řekou Jevišovkou.
- Holenice zanikly na levém břehu řeky Dyje, jihozápadně od Pasohlávek na místě dnešní trati Holenická pole (U Topola), připomínány byly v roce 1360, v roce 1578 byly pusté.
- Hroznětice zanikly u Dobrého Pole, připomínány v roce 1350, v roce 1578 byly pusté. Pavlovice zanikly u Litobratřic, připomínány v roce 1414, pravděpodobně diskutovaný Pulín.
- Nová Ves zanikla v okolí Brodu nad Dyjí, připomínána v roce 1350, v roce 1578 již pustá.
- Pavlovice existovaly na dnešním katastru hrušovanském, má se jednat podle L. Konečného o Pulín.
- Vrbov se nacházel v blízkosti Drnholce po levé straně silnice z Drnholce do Pasohlávek. Již v roce 1222 zde byla fara, ves stála ještě na počátku 15. století, v roce 1580 pustý.

- 1422 – císař Zikmund potvrdil Drnholci držení mýta (6. února).
- 1468 – hrad Drnholec byl překvapivým přepadem obsazen oddílem uherského vojska. Hrad i městečko byly vypleněny a vypáleny za podporu krále Jiřího z Poděbrad. Hrad byl z valné části dřevěný a na čas zanikl.
- 1486 – uherský král Matyáš potvrdil Kryštofovi z Lichtenštejna (30. října) jakožto vladaři i léno na Drnholec. Konec 15. století – všechny vesnice kromě Drnholce a Novosedel byly po těchto válkách pusté, drnholecké panství téměř zaniklo. Panské sídlo bylo pod hrozbou sílícího tureckého nebezpečí částečně obnoveno.
- 1504 – dělení lichtenštejnského majetku, Drnholec a část rakouských statků dostali Jiří a Erasmus z Lichtenštejna.
- 1537 – patronát drnholeckého kostela po zániku kláštera v Dolních Kounicích získal místokancléř Království českého Jiří Žabka z Limberka.
- 1538 – Jan z Lichtenštejna na Mikulově dovoluje listinou z 18. srpna rychtářům a poddaným Drnholce, Novosedel a Frélichova zakládat vinohrady v Nové hoře.
- 1539 až 1549 – drnholecké panství společně s Mikulovem přiřčeno Kryštofovi z Lichtenštejna, za kterého do jeho zletilosti (1555) panství spravoval Jiří Hartman z Lichtenštejna. Začal osazovat pusté vsi Chorvaty, které povolal z Dolních Rakous, kde se objevili poté, když prchali ze své vlasti před tureckými nájezdy.
- 1552 – Drnholci a dvěma dalším obydleným vsím uděleno právo šenku vína.
- 1555 – Kryštof tonul v dluzích, proto s povolením krále Ferdinanda I. zastavil léno Drnholec v sumě 4000 kop českých grošů Janovi st. ze Žerotína na Strážnici. Při zástavním právu drnholecký statek obnášel: zámek a městečko Drnholec se dvorem a mýtem, vsi Novosedly a Frélichov a pusté vsi Starý Frélichov, Vrbov, Holenice, Nová Ves, Kolenfurt, Hroznatice, Dobré Pole a Přerov. Z tohoto roku pocházejí i dvě listiny, obě datované 28. dubna, jimiž udělil Šebestiánu Wackherlovi z Drnholce jednak 3 achtele vinic v Novosedelské hoře oproštěné ode všech činží, desátků a perkrechtů a Svobodný dům ležící na horním konci oproštěný od činží, služeb, robot a daní.
- 1561 – pod tlakem věřitelů prodal zadlužený Kryštof Drnholec jako léno Jiříkovi Hartmanovi z Lichtenštejna, který o rok později umírá. Po jeho smrti vznikly spory mezi dědici.
- 1570 – smlouvou z 23. listopadu Drnholecko připadlo nejmladšímu synu Jiříka Hartmana I. Jiříku Hartmanu II., hlavě valtické větve rodu., který se snažil zadlužené panství hospodářsky zvelebit, zakládal rybníky, prováděl nové stavby, usazoval nové poddané a stávajícím poddaným poskytoval různé výhody a privilegia, např. v tomto roce obdrželo městečko Drnholec právo odúmrtě.

### Teuffenbachové
- 1578 – císař Rudolf II. propustil drnholecké léno do svobodného dědičného vlastnictví, ještě téhož roku bylo prodáno Kryštofu z Teuffenbachu., jenž byl velitelem na chorvatsko-slavonské hranici. Nový majitel pocházel ze staré štýrské rodiny a vyznáním byl luterán. Za své působení na poli válečném ho císař Rudolf II. jmenoval polním zbrojmistrem a dvorským válečným radou. Patřil k významným osobnostem na císařském dvoře. Zemřel v roce 1598, zůstali po něm tři synové a dcera Zuzana, jež se provdala za Víta Jindřicha Thurna, majitele nedalekých Vlasatic.
- 1583 – převedení drnholeckého majetku na Kryštofa z Teuffenbachu bylo zapsáno v zemských deskách. Ačkoli se Kryštof zdržoval na Drnholci málo, přebudoval dosavadní chátrající hrad na renesanční zámek v podobě obdélníkového městského paláce. Z této přestavby se dodnes dochovala zámecká brána, datovaná rokem 1583, jedno křídlo a v interiéru velký, později rozdělený sál. Především za jeho vlády došlo k osídlení pustých vesnic a osad v okolí chorvatským obyvatelstvem.
- 1590 – nejstarší hrdelní proces doložený písemnostmi, lze však předpokládat, že Drnholec měl hrdelní pravomoc již ve 14. století. Mezi archváliemi městečka se dochovala řada smolných spisů z let 1590-1751. Spisy dokazují, že si Drnholec vyžadoval naučení ve všech hrdelních sporech v Brně, kde je rovněž řada procesů před drnholeckým hrdelním soudem dokumentována. Soud zasedal na drnholecké radnici, zde bylo i vězení s pomůckami útrpného práva jako byl skřipec nebo palečnice. Zapisovatelem při přelíčení byl drnholecký obecní písař. Pro menší zločiny stačil pranýř, k němuž byl viník přivázán. Těžké zločiny byly trestány popravou. Popraviště bylo na Šibeničním vrchu u Drnholce. Tam byl odsouzenec sťat, oběšen, případně vpleten do kola. Vlastního kata městečko nemělo, poprav nebylo tolik, proto byl volán kat z Brna.
- 1591 – vybudována radnice v renesančním slohu.
- 1601 – listinou ze dne 21. listopadu bratři z Teuffenbachu svolují purkmistrům, rychtářům a konšelům Drnholce a Novosedel k svobodnému obsazování kostela a školy. Doporučují svým poddaným přijmout protestantskou víru.

Do životních osudů potomků Kryštofa z Teuffenbachu významně zasáhla třicetiletá válka. Fridrich se v roce 1608 postavil na stranu arciknížete Matyáše (pozdějšího císaře), když v srpnu téhož roku táhl přes Drnholec do Brna a v roce 1611 se zúčastnil tažení proti císaři Rudolfu II. Byl též předním iniciátorem odboje moravských stavů (půjčil peníze na vyplácení žoldu stavovskému vojsku, za což mu byly dány do držení olomoucké biskupské statky ve Vyškově a Pustiměři) a přispěl k vítězství Moravanů nad vojsky císařského generála Dampierra u Dolních Věstonic 5. srpna 1619. V únoru 1620 dobyl Mikulov, kde zpustošil sídlo kardinála Dietrichsteina. Po dobytí Mikulova se Fridrich, jenž trpěl těžkým revmatismem, odebral na léčení do švýcarských lázní Pfeftern. Byl zde zajat vojáky katolických kantonů, dopraven do Innsbrucku, kde byl jako úhlavní nepřítel císaře popraven 27. května 1621. Jeho bratr Zikmund, jež byl majitelem panství Veveří, byl za českého povstání proti Habsburkům zvolen na zemském sněmu zahájeném v Brně 9. prosince 1619 stavovským defensorem a 15. června 1620 zmocněncem k pečetění zápisů, které vydával zemský sněm na vypůjčené peníze. Proto po porážce stavů na Bílé hoře dolehly na něj těžkosti. Byl dokonce odsouzen k smrti a ztrátě statků, ale poněvadž jeho druhou manželkou byla Bohunka, dcera Karla st. ze Žerotína, dostal na přímluvu svého tchána u císaře milost. Po omilostnění se Zikmund věnoval správě svých statků a veřejného života se stranil, přesto jej v létě 1626 navštívil Jan Amos Komenský, který dával v sázku vlastní svobodu a život, aby zachránil bohaté žerotínské knihovny v Náměšti a v Rosicích a připravil převoz bratrské tiskárny v Kralicích na bezpečnější místo. O rok později vychází v Amsterodamu mapa Moravy, jež zachycuje strategicky významná místa včetně říčních brodů. Nebyla však již vojensky využita při moravském tažení dánských vojsk. Lze se dohadovat, že návštěva Komenského v Drnholci mohla mít i význam výzvědný.Dne 9. března 1628 bylo s konečnou platností nařízeno pánům, rytířům měšťanům královských měst, kteří nechtěli přestoupit ke katolictví, aby prodali své statky a vystěhovali se ze země. Po vydání tohoto patentu se Zikmund, podobně jako jeho tchán Karel st. ze Žerotína chystal odejít z Moravy, poněvadž ani on, ani jeho manželka Bohunka nechtěli přestoupit ke katolictví. Žerotín odešel v roce 1629 do Vratislavi a byl by rád viděl, aby jeho zeť a dcera se tam uchýlili. Ale ti se rozhodli pro Bratislavu a opustili rodnou Moravu. Nemuseli však prodat své statky a byli svědky utrpení poddaného lidu. Oba neustále udržovali styky s emigranty. Při jedné návštěvě v Drnholci se Bohunka roznemohla, 5. dubna 1636 nechala napsat poslední vůli a o den nebo dva dni poté zemřela. Ve své závěti pamatovala na bratrské kněze v Uhrách i na všechno služebnictvo. Její manžel i otec ji chtěli pochovat v rodinné hrobce Teuffenbachů v Drnholci, ale kardinál Dietrichstein ani císař to nepovolili. Proto byla teprve v červenci 1636 pohřbena v Dürnkrutě (odkaz!) v Dolních Rakousích ve staré hrobce pánů z Landau, kde Zikmundův bratr, v tu dobu již císařský polní maršálek, si mohl dovolit vykázat své švagrové místo posledního odpočinku bez ohledu na církevní úřady. Do roka zemřel bez dědiců i manžel Bohunky Zikmund a Rudolf z Teuffenbachu zdědil kromě jiného i drnholecké panství. Pravým opakem se vyvíjely životní osudy Rudolfa. Ten bojoval na Bílé hoře v prvních řadách jako velitel pravého křídla císařského vojska, potom sloužil pod Valdštejnem na Moravě jako důstojník, kde bojoval proti Bethelenovi. Roku 1623 přestoupil ke katolictví a podporoval pak násilnou protireformaci na Moravě. Po Valdštejnově propuštění byl jmenován polním maršálkem a působil v armádě Tillyho. Pak bojoval proti Sasům pod Arminem, roku 1631 předal velení Valdštejnovi. Po roce 1634 byl činný pouze u císařského dvora jako jeden z dvorních válečných radů a náležel k nejvlivnějším osobnostem vídeňského dvora. Měl dokonce právo udílet šlechtictví a razit vlastní minci. Jeho chtivost po penězích byla uspokojena mimořádnou císařovou laskavostí, neboť získal četné statky.

### Třicetiletá válka
- 1618 – drnholecké panství rozšířeno, Zikmund z Teuffenbachu přikoupil a připojil k panství Dolní Dunajovice a Březí.
- 1619 – v bitvě u Dolních Věstonic 8. srpna byl poražen císařský sbor o síle 12000 mužů pod vedením generála Dampierra stavovským vojskem vedeným Fridrichem z Teuffenbachu. V únoru následujícího roku dobyl i opevněný Mikulov. Proti zvůli skupin loupeživých vojáků obou válčících stran byly v Drnholci opraveny ohradní zdi a brány a pořízeny tři halapartny. Ozbrojené oddíly stavovského vojska kvartýrovaly na drnholeckém panství a místní obyvatelé je museli živit. Vojáci zničili mlýny na Dyji, aby znemožnili zásobování císařského Mikulova moukou.
- 1621 – po porážce na Bílé hoře procházely Drnholeckem neustále různé vojenské útvary, pravidelně se zarazily v městečku, kde bylo nejvíce možností k ubytování a styk s úřady panství a městečka. Aby přiměli nežádoucí hosty k urychlenému odchodu, vyžádali si Drnholečtí pokaždé po způsobu tehdejší doby ochrannou stráž – "salva guardii". Za to museli důkladně zaplatit, vojáky ubytovat a opatřit jídlem a pitím, případně obrokem pro koně. Tak za leden a únor zaplatila drnholecká obec pouze za víno pro salva guardii 224 zlatých. Kromě toho dostal každý voják týdně 3 zlaté žoldu.
- 1622 – od ledna do května byl Drnholec obsazen vojsky kardinála Dietrichsteina, rejtaři snědli sedlákům i poslední kousek masa. Za pět měsíců spotřebovali tito "ochránci" asi 1160 zlatých a k tomu 175 měřic ovsa pro koně. Z radosti nad jejich odchodem věnovala obec jejich veliteli na cestu dvě vědra vína.
- 1623 – od června do října vydíralo podobně obec 4000 polských rejtarů, po nich ještě divočejší jezdecký pluk generála Dampierre, který odešel až v březnu 1624. Obyvatelé už předchozími návštěvami byli zcela vyčerpáni, proto víno, maso, obilí a chléb jim musela půjčit obec. Poddaní byli na tom tak zle, že nemohli platit dávky předepsané urbářem, které tehdejší majitel panství Zikmund z Teuffenbachu v letech 1620-1625 ani nevybíral.
- 1624 – Zikmund z Teuffenbachu uzavírá smlouvu se svými poddanými Hansem Seelichem z Dolních Věstonic a Jakubem Wolfem z Dolních Dunajovic o právo lovení na řece Dyji.
- 1629 – ustaven místní cech ševců s působností i v sousedních Dolních Dunajovicích, jejichž artikule potvrdil Zikmund z Teuffenbachu 19. února. Byl to nejstarší cech na panství, jeho existenci vyvolala ohromná potřeba obuvi pro vojsko. Podrobný řád obuvnický se zachoval na rozdíl od místních cechů bednářů, krejčích, pekařů a řezníků, které byly zřízeny v následujících letech.
- 1637 – zemřel Zikmund z Teuffenbachu a panství převzal jeho bratr Rudolf. Zikmund byl protestant, jeho bratr Rudolf, oddaný stoupenec císařův, přestoupil ke katolictví. Jeho konverzi v roce 1623 hodnotil císař výš než vyhranou bitvu.
- 1639 – Rudolf z Teuffenbachu potvrzuje Drnholci, Novosedlím a Frélichovu výsadu vinného šenku.
- 1640 – peněžní dávky pro drnholeckou vrchnost kromě roboty činily z Drnholce 291 zlatých. Pro srovnání příjmy z ostatních vesnic panství: Novosedly 158 zl., Březí 112 zl., Brod nad Dyjí 89 zl., Frélichov 97 zl., Dobré Pole 71 zl., Troskotovice 93 zl., Nový Přerov 38 zl., Dolní Dunajovice 769 zl.

Povinnosti poddaných: Dolní Dunajovice platily 468 zl. jako finanční náhradu místo roboty, ze které se Dunajovičtí vykoupili v roce 1580 za stálý roční poplatek. Celkový výnos panství z peněžních dávek obcí činil 1720 zl., kromě nejméně stejného výnosu z robotních povinností poddanských obcí na panských polích a různých hospodářství na panství (lesy, rybníky, pivovar cihelna). Další platby byly v naturáliích. Např. Drnholec dodával na zámek o masopustu 120 slepic, o Velikonocích 120 vajec a beránka. Další příjmy měla vrchnost z poplatků z vinic, z výnosu pěti panských ovčínů a také z piva z drnholeckého panského pivovaru. Výstav jedné várky se pohyboval od 40 do 60 věder piva (1 vědro = 56 litrů). Pivo museli poddaní povinně odebírat. K jeho vaření se používalo převážně divokého chmele, rostoucího na březích Dyje, pod kotli se topilo rákosím z panských rybníků, které poddaní nad rámec polní roboty sekali a dováželi v zimních měsících, stejně jako museli dovážet led do zámeckých sklepů. O devět panských rybníků se starali stálí zaměstnanci, kteří dostávali za den práce 7 krejcarů a dva mázy piva (1 máz = 1,4 litru). Denní mzda poddaného nad roboty činila 6 krejcarů a máz piva. Drnholecké panství bylo - pokud se týče počtu vesnic - poměrně malé, ale výnosné.
- 1642 – na severní Moravu vpadla vojska pod velením švédského generála Torstensona, který se zmocnil Olomouce a ohrožoval i jih země. Jižní Morava se hemžila císařskými vojáky pod velením generála Gallase. Ten přijel v červnu 1643 do Drnholce, kde si zřídil velitelství. Výdaje městečka na vydržování vojska po pět měsíců (od 17. června do 8. října) přišly na 800 zlatých.
- 1645 – v dubnu Švédové pod vedením Torstensona dobyli Mikulov, odkud s velkou kořistí odvezli i vzácnou dietrichsteinskou knihovnu. Do Drnholce zajížděly švédské i císařské zásobovací oddíly a vymáhaly peníze i potraviny. Válečné škody dosáhly za tento rok na 1000 zlatých, obdobná situace byla i v následujících dvou letech. Drnholecký zámek odolal třídennímu obléhání švédskými vojáky.
- 1646 – při obléhání Mikulova tábořily v okolí Drnholce vojenské oddíly vedené obráncem Brna Raduitem de Souches, které bylo třeba opatřit vším potřebným. Skromné požadavky neměly. Např. setnina dvou rytmistrů spotřebovala za obléhání Mikulova 350 liber masa, jindy při krmení koní šedesátičlenná jednotka vojáků vypila při tom vědro piva a vědro vína. V dubnu 1646 byl Mikulov dobyt, ale strach ze Švédů v Drnholci byl tak velký, že přestože bylo v okolí plno císařských, byly nadále posílány poplatky do Falkensteinu v Rakousku, později až do Olomouce, kterou Švédové drželi do roku 1650, protože se Drnholečtí báli vypálení. Na Drnholecku řádily skupiny ozbrojenců, kteří vymáhali kontribuce. V září a v říjnu se v Drnholci ubytoval oddíl jízdních, jimž obyvatelé vydali 780 zlatých a 1168 věder vína. Uklidnění přinesl až vestfálský mír, podepsaný v roce 1648. Válečné události, trvající s přestávkami třicet let, zanechaly kraj v nepředstavitelné bídě.
- 1649 – Rudolf z Teuffenbachu osvobozuje svého správce Jakuba Limbergovi od poddanského půllánu v Dolních Dunajovicích.
- 1650 – Rudolf z Teuffenbachu dosáhl povolení zřídit z panství fideikomis (odkaz neplatný), což byla středověká právní instituce, zvaná též svěřenectví, která měla zamezit drobení rodového majetku mezi větší počet potomků. Rodové statky zahrnuté do fideikomisu směl dědit jen jeden dědic, předurčený buď posloupností, kterou stanovil zakladatel fideikomisu, nebo závětí. Podle jeho závěti (odkaz navíc) měla být z výnosu panství zřízena šlechtická studentská nadace. Za jeho působení byl vytvořen šlechtický velkostatek, u kterého byl pivovar i mlýn, v okolí obce byly zakládány rybníky (Vrkoč a Novosedelský).

V Drnholci bylo 78 sedláků a 70 podruhů, asi 750 obyvatel. U vsí drnholeckého panství lánský rejstřík vykazuje ve srovnání s ostatními obcemi na jihu Moravy nejméně ztrát. Přesto však byla třetina gruntů pustých a další čtvrtina neosedlých. Z panství odcházeli z obavy před pronásledováním nekatolíci, počet obyvatelstva byl ale doplňován chorvatskou kolonizací.
- 1652 – Rudolf z Teuffenbachu vydává pro svoje panství Horenský viniční řád o 41 článcích, jenž je téměř souhlasný s židlochovickým. Nejvyšší instancí ve věcech vinohradních, od které nebylo odvolání, byl sám majitel panství. Ten si vyhradil rozhodování o nejpřísnějším trestu, pranýři, jímž byly nahrazeny kruté tresty jiných horenských práv. Ty trestaly viníka hrdlem, utětím ruky a podobně. Pod pranýř byl podle drnholeckého práva postaven vinohradník, jenž ukradl sousedovi révovou hlavu, vytáhl mu oblouky, vedl je přes zimu do své vinice, když mu vykopal nebo polámal strom. Peněžní pokutou byl potrestán každý, kdo spáchal ve vinohradě nějakou škodu a byl usvědčen. Na řádné obdělávání vinohradů dohlíželi perkmistři (horní). Ti také zapisovali vinaře do horenské knihy. Na Filipa a na Jakuba svolávali každoročně valné shromáždění všech vinařů, z nichž každý musel zaplatit evidenční poplatek ve výši dvou feniků. Na těchto sezeních se projednávaly všechny běžné vinařské záležitosti. Kdo nepřišel a neomluvil se, zaplatil poprvé máz vína, podruhé o máz víc a potřetí o vinohrad přišel, propadl ve prospěch vrchnosti. Všechny vinohrady musely být řádně obdělávány, velký důraz se kladl na jarní řez. Kdo jej neprovedl včas, vinohrad ztratil, ale jeho dědic jej mohl získat znovu získat od vrchnosti zpět po zaplacení 5 zlatých. Před západem slunce museli všichni vinohrad opustit. Počátek vinobraní vyhlašovali perkmistři a v Drnholci také konšelé. V době sběru hroznů přísně dohlíželi na to, aby nikdo nepřinášel do obce rmut, mošt a víno z cizího panství, nebo z jiné osady drnholeckého panství. Pokud se někdo tohoto přestupku dopustil, bylo pašované víno zabaveno ve prospěch obce. Přísně se dohlíželo, aby nebyl do vinohradu vyháněn dobytek. Po Petru a Pavlu (konec června) byli najímáni hotaři. Měli pečlivě hlídat, každou škodu hlásit perkmistrům, ale z četných pokut se na ně málokdy dostalo. Naproti tomu museli vinohradníkům hradit škodu, jestliže ve vinici něco zapomněl a nebyl jimi upozorněn. Peněžitý trest ukládala vrchnost jen zřídka, ale pak stál za to. Pokud někdo svou vinici řádně neobdělával nebo kazil víno, jeho vinice propadla vrchnosti.
- 1653 – Rudolf z Teuffenbachu zemřel bez potomků, podle závěti z roku 1650 zdědila drnholecké panství jeho manželka Eva Marie, hraběnka ze Šternberka, po jejíž smrti /1668/ mělo připadnout toto panství hraběti Václavu ze Šternberka a v případě vymření jeho rodiny měli dědit potomci hraběte Jana Bedřicha Trautmannsdorfa, a kdyby i jeho rodina nezanechala potomků, měla se z výnosu drnholeckého panství založit rytířská akademie.

### Panství ve správě dědiců Rudolfa z Teuffenbachu
- 1662 – velký mráz 18. května poničil vinice, ovocné stromy i osení na polích, z čehož byl obviněn pasák Kašpar Grűn Weber. Dunajovický rychtář ho dal uvěznit a padal na něj žalobu k brněnskému soudu, který ho obvinil, že tuto přírodní pohromu vyvolal svým spolčením s ďáblem, což přiznal na mučení. Proto byl pro výstrahu potrestán vytržením jazyka a spálením na hranici za živa.
- 1668 až 1676 – dědický spor mezi Václavem ze Šternberka a Františkem Václavem Althanem, synem Evy Marie z prvního manželství. Panství nakonec převzal Václav Šternberk.
- 1676 – Václav Adalbert hrabě ze Šternberka stvrzuje Drnholci výsady udělené městečku dřívějšími držiteli panství (výsada šenku vína, o předvádění sirotků a odúmrť).
- 1680 – Václav ze Šternberka vydává pro drnholecké panství "Policejní řád". V 36 paragrafech bylo stanoveno například, že představení obce musí dbát o dodržování cen, měr a vah, na řádnou kvalitu výrobků, kontrolovat řezníky, pekaře a hospodské, aby nešidili. Starosta, rychtář a páni radní si museli uspořádat program svých jednání tak, aby jim stačila dvě zasedání týdně, a to do deseti hodin dopoledne, potom si mají jít po své práci. Měli zakázáno vysedávat na radnici a současně v hospodě celá odpoledne do noci. Měli dohlížet na to, aby se stáčení vína provádělo ve sklepech dopoledne, ne po večerech, protože pak se po ránu nikomu nechtělo do práce. Páni radní byli osvobozeni od robotních povinností, ale za to museli dohlížet na to, aby na práci nebyly posílány děti místo dospělých. Bez souhlasu vrchnosti se nesměl žádný poddaný zadlužit, nebo prodávat svoje nemovitosti. Hospodští měli mít stále připravena čistá lůžka a světnice pro cestující. Při opakovaném prohřešku jim měla vrchnost právo odebrat živnost. V době konání bohoslužeb bylo zakázáno pod pokutou 3 zlatých čepovat víno nebo pálenku. V hospodě bylo zakázáno hrát karty a v kostky o velké peníze. Kdo by nedodržoval opatření vyhlášená vrchností po dobu morové pohromy, mohl být vyhnán z panství a jeho majetek zabaven. Za odcizení a svévolné poškození včelího úlu byl trest vyobcování. Za pytláctví byla pokuta až 10 zlatých. Na panství nebylo povoleno chovat kozy a také bylo zakázáno plašit ryby v panských rybnících. Kdo by přemístil mezník nebo by odoral ze sousedova pole, byl by potrestán výpraskem. Pro dobré sousedské vztahy měli poddaní chránit všechny ploty a nepoužívat je na topení. Za přestoupení tohoto paragrafu mohl být viník potrestán výpraskem nebo dán na pranýř. Dále bylo v řádu stanoveno, že každý týden se musí provádět prohlídka komínů a vymeteny komíny, závady odstraňovat okamžitě. V každém domě muselo být připraveno hasičské nářadí, žebřík, hák a šťoudev s vodou. Za úmyslné založení požáru byl viník odsouzen k nejvyššímu trestu. školáci byli povinni chodit do školy tak dlouho, dokud se nenaučili pořádně číst, obstojně psát.
- 1695 – zahájena stavba mostů a hrází přes mokřiny směrem na Mikulov, kterou tehdejší obyvatelé nazývali Zehnbrückenstrasse, česky Desetimostí, Cesta deseti mostů. O čtyři roky později byla stavba dokončena a na náklady tehdejšího majitele panství byla vyzdobena sochami. Ty byly v roce 1979 přemístěny ke kostelu.
- 1696 – vrchnost povolila zorat a obdělávat pastviny až k Litobratřicím.
- 1700 – požár 11. července zachvátil téměř celé městečko kromě zámku a kostela. Požár vznikl od doutnající patrony při náhodném výstřelu.
- 1702 – císař Leopold I. povolil Drnholci třetí jarmark listinou ze 4. prosince.
- 1709 – po smrti Václava ze Šternberka, který zemřel bezdětný, přechází drnholecké panství na Františka Václava Trautmannsdorfa, který listinami z 16. května stvrzuje městečku výsadu odúmrtě a ostatní svobody.
- 1714 až 1715 – epidemie moru zasáhla Drnholec jen okrajově. Z vděčnosti bylo zahájeno budování morového sloupu na náměstí nad kašnou, kam byla od třicetileté války přiváděna voda rourami z Hohes Feld (pole v blízkosti dnešního Výsluní), potrubí od kašny do Dyje bylo položeno v roce 1615. Pramen v době výstavby pomníku byl již tehdy vyschlý.
- 1716 – Drnholec získává právo týdenního trhu o každé středě na plodiny, drůbež, dřevo a pečivo listinou z 24. ledna udělenou císařem Karlem VI.
- 1718 – dokončena stavba barokního mariánského sloupu. Je zhotoven z lasturnatého vápence přivezeného z Rakouska z oblasti Eggenburgu, jeho autorem je třebíčský sochař Štěpán Pagan, jenž zhotovil obdobné sloupy i na jiných místech jižní Moravy (např. Jaroměřice, Ivančice). Za nejvýraznější jeho práci se považuje právě morový sloup z Drnholce. Na rozích bývalé kašny jsou umístěny sochy svatých: Jan Nepomucký, Šebestián, Florián a Josef.
- 1722 – jeden z mnoha požárů, který zničil 33 stavení v obci. Další požár vypukl v obci následujícího roku, kromě stejného množství shořelých domů padl za oběť ohnivému kohoutu i panský dvůr. Požár v hospodě v roce 1723 připravil obyvatele 101 domu o střechu nad hlavou.
- 1731 – obec vede četné spory s novou vrchností kvůli omezování stávajících privilegií a vynucování povinností nad rámec roboty. Odvolání ke krajskému soudu do Brna skončilo pro obec částečným úspěchem.
- 1739 – pokračuje spor o znovupotvrzení privilegií z dob minulých, tj. právo jarmareční ze 14. století, právo obecního šenku z roku 1552, právo odúmrti z roku 1570 a právo sirotčí z roku 1601. Obec dosáhla o dva roky později uznání svých dávných privilegií, ale soudní výlohy byly vysoké, téměř 3000 zlatých.
- 1740 – Marie Terezie slavnostně potvrdila 10. prosince městečku dosavadní výsady a privilegia.
- 1742 – válka o dědictví rakouské s Pruskem zasáhla i Drnholec. Dne 23. února vtáhl do obce prapor pruských vojáků o síle více než 500 mužů. Zůstali zde ubytováni 14 dní. Starosta s radními byli povoláni na pruské velitelství do Laa, kde jim bylo nařízeno pod pohrůžkami těžkých trestů dodat 80 koní a zaplatit 640 tolarů, což starosta označil za nesplnitelné. S kontribuce sešlo, neboť se blízko Laa objevili císařští husaři. Dne 8. března za mrazivého počasí přitáhl princ Mořic, velící pruským oddílům, přenocoval na zámku a další den táhli pruští vojáci do okolí Brna. Mnoho obyvatel Drnholce, ale i Novosedel se polekali přítomnosti Prusů a nedbajíce velké zimy, ukryli se s dobytkem v lužním lese. Následné ubytování císařských přineslo také spoustu potíží.
- 1749 – kontribuce (zvláštní daň na válečné výdaje) činily 12 929 zlatých, k tomu byla mimo jiného zavedena zvláštní daň z komína ve výši 48 krejcarů. V Drnholci bylo tehdy 194 zdaněných komínů.
- 1750 – zahájena výstavba nového kostela Nejsvětější Trojice podle projektu brněnského architekta Františka Antonína Grimma. Stavba byla dokončena o sedm let později (1757). Drnholecký farní kostel představuje na Moravě nový typ větší venkovské svatyně, jež se zejména řešením půdorysu a hmotného obalu stavby vymyká z konvencí středoevropského pozdního baroka a předznamenává některé z formálních principů klasicismu. Jeho půdorys, řešení prostoru a soustava racionálně interpretovaných tvarů byly v sakrální architektuře Moravy závažným vývojovým článkem. Kostel je 36 m dlouhý, 11 m široký, vysoký 21 m. Výška věží činí 45 m. Na sochařské výzdobě se podílel Ondřej Schweigl, obrazová výzdoba je dílem Josefa Winterthalera. K cenným uměleckým dílům náleží též varhany s dvěma manuály, pedálem a 22 rejstříky.
- 1750 až 1753 – za Františka Václava Trautmannsdorfa dostal zámek dnešní podobu, neboť byl zvýšen o jedno poschodí, takže ráz městského paláce ještě více vynikl. Kromě architekta Grimma se na stavebních úpravách podílel stavitel Erna a mikulovský sochař Ignác Legenlacher.
- 1754 – Podle tereziánského katastru bylo drnholecké panství tvořeno sedmi vesnicemi a třemi městečky. Městečky byly kromě Drnholce Dolní Dunajovice a Troskotovice, do působnosti drnholecké vrchnosti náležely vsi Březí, Dobré Pole, Jevišovka, Nový Přerov, Novosedly, Brod nad Dyjí a Jiříce,. V době pořizování tereziánského katastru je držel hrabě František Václav Trautmannsdorf.

Z 26 790 měřic a 3,5 achtlu půdy obhospodařovali poddaní 87,33%, při vrchnostenských dvorech v Drnholci, Brodu nad Dyjí, Březí a Dolních Dunajovicích pak zbylých 12, 67%. Na dominikální půdě (panská půda, spravovaná a obdělávaná ve vlastní režii feudální vrchností nebo pronajímaná za určitý poplatek poddaným,.Byla to půda, jež nepodléhala berni (k jejímu zdanění došlo až koncem 18. století) a představovala 55,76% orné půdy; téměř třetinu zabíraly lesy podél Dyje (29,37%). Z celkové výměry půdy však lesní půda zabírala pouhých 3,74%. Na rustikálním hospodářství (půda propůjčená do užívání poddaným, kteří z ní byli povinni odvádět feudální rentu) byl podíl orné půdy výraznější a činil 70,67%. Na druhém místě byly pak vinice s 15,11%, které však výraznější podíl měly jen v Dolních Dunajovicích, kde drželi poddaní 1740 měřic 4,5 achtlu vinic z 3723 měřic 5 achtlů na celém panství (tj. 46,74%), tedy téměř polovinu. Celkem byly vinice vysázeny na 13,9% veškeré půdy. Pokud se živočišné výroby týče, ta měla k dispozici 6,05% výměry v pastvinách a z luk bylo sklízeno 1238,25 for sena a otavy. K pastvě nepochybně sloužila i lada, kterých bylo na panství relativně hodně (5,9% celkové výměry), a to zejména na rustikální půdě s 1558 měřicemi a 3,5 achtly ( tj. 6,66% výměry poddanské půdy). Na dominikální půdě leželo ladem jen 21 měřic a 4 achtly (tj.0,63%). K pastvě mohla být používána i půda pustá, které bylo na poddanském hospodářství 1,33%, Tj. 310 měřic a 5,25 achtlu. Tento údaj, i když je poměrně zanedbatelný, je však zajímavý. Drnholecké panství třicetiletou válkou téměř neutrpělo na počtu poddaných a jejich počet činil 96,95% předválečného stavu. Přesto je na panství přes 310 měřic pusté půdy. Velmi důležitým zdrojem příjmů na drnholeckém panství bylo rybníkářství. Celých 1340 kop kaprů bylo získáváno z rybníků, což byl více než dvojnásobek výnosu rybníků na sousedním panství mikulovském. V městečku napočítáno 36 měšťanských domů, 72 předměstských a 10 chalup. Bydlelo zde na 248 rodin, to jest asi 1240 obyvatel, z nichž bylo 38 rodin sedláků a 40 rodin vinařů. Na náměstí se napočítalo 45 domů, na předměstí, k němuž se počítala ulice u Dyje a vesnička (Dörfl) bylo 90 domů, většinou podsedníků, a 10 chalup. Vedle zemědělců a vinařů tu pracovalo 12 stolařů, tesařů, zedníků, 1 zámečník, 1 provazník, 2 pekaři, 2 řezníci, 2 kováři, 2 bednáři, 1 tkadlec, 1 sklenář, 1 barvíř Tito byli seskupeni v cechy, z nichž přímo v Drnholci kvetl cech obuvnický, bednářský a krejčovský. Řezníci příslušeli cechem do Mikulova.

### Zřízení nadačního velkostatku
- 1762 – zemřel Adam Václav Trautmannsdorf. Nezanechal žádné potomky, došlo k naplnění závěti Rudolfa Teuffenbacha a z výnosu panství zřízena studijní nadace pro šlechtickou mládež (8 studentů, z nichž každý pobíral 400 zlatých ročně). V roce 1777 byla připojena ke šlechtickému konkvintu v Olomouci a v roce 1828 k Tereziánské vojenské akademii ve Vídeňském Novém Městě. V důsledku nadační správy ztratil zámek funkci rezidence a jeho prostory sloužily administrativním účelům.
- 1781 – císařským patentem zrušeno nevolnictví, byly pevně stanoveny robotní povinnosti, které mohly být nahrazeny peněžitými dávkami, což bylo uskutečněno na celém drnholeckém panství. Městečko Drnholec platilo místo roboty 1402 zlaté a 30 krejcarů.

Zůstaly jim však tyto povinnosti:
- nasekat a dovézt led do zámeckých sklepů
- nasekat a dovézt do pivovaru a cihelny panství 76 kop otepí rákosu (kopa = 60);
- odpracovat 222 pracovních dnů na údržbě rybníků, nahánění zvěře na honech a při různých pochůzkách.

Za vyžadované práce panství platilo:
- pracovní den nádeníka v létě měl hodnotu 12 krejcarů, v zimě 10 krejcarů, o žních činila mzda 15 krejcarů, za senoseč se platilo 17 krejcarů. Za nadělání jednoho sáhu tvrdého palivového dřeva bylo 20 krejcarů, za stejné množství měkkého se platilo 15 krejcarů, zhotovení kopy otýpek klestí byl plat 20 krejcarů, za odvoz výše uvedeného množství dřeva nebo otýpek dostal povozník zaplaceno 45 krejcarů. Stejný plat byl i za dálkovou jízdu přes 2 míle (18 km), nemohl-li se vrátit týž den, dostal 1 zlatý. Pro nástup k povinným placeným povozům bylo stanoveno toto pravidlo: sedláci, kteří dříve robotovali tři dny týdně, jsou povinni ke třem dalekým povozům, jiní při dvoudenní robotě týdně ke dvěma takovým fůrám, poslední podobně k jedné jízdě. Když vrchnost vzdálených jízd nepotřebovala, nežádala místo nich žádné náhrady.
- 1782 – císař Josef II. znovu potvrdil všechna privilegia obce, o dva roky později potvrdil pro Drnholec další dva trhy, celkem pět. Jeden z jarmarků se konal na svatou Brigitu (8. října – v pondělí před tímto svátkem), druhý v březnu opět v pondělí po třetí neděli postní. Výnos z jarmarečních tržních poplatků byl rozdělen následovně: 40% pro obecní pokladnu, 40% pro rychtáře jako plat za dozor nad trhem, zbývajících 20% si rozdělil starosta s radními. Týdenní trhy se konaly každou středu, prodávalo se na nich hlavně obilí.
- 1784 – v místě bývalé farské zahrady byla vybudována přízemní školní budova s jednou vyučovací místností a s učitelským bytem. V letech 1815 a 1824 byla zničena požáry.

### Devatenácté století - století změn
- 1809 – v době napoleonských válek přišli do Drnholce po bitvě u Znojma francouzští vojáci. Blízko Brodu nad Dyjí na kopci Layerberg si zřídili vojenský tábor. Byly v něm ubytovány čtyři francouzské pluky, kterým musely všechny obce drnholeckého panství dodat značné množství obilí a vína. V obecních hostincích bylo naléváno Francouzům víno zdarma. Náklady na jejich tříměsíční pobyt činily 91 920 zlatých. Konkrétně vypili 3020 věder vína, spotřebovali mj. 220 metrických centů pšenice, 160 q žita, pro koně téměř 300 metráků ovsa, obrovské množství sena a otepí slámy. Na podnět velitele tábora, generála Narouda, byl Napoleonovi na Layerbergu v říjnu postaven mramorový pomník. Jeho odhalení bylo oslaveno polní mší, kterou celebroval drnholecký farář za vojenské asistence. Po slavnosti se konal banket vyšších důstojníků na místním zámku, nižší důstojníci hodovali v brodské škole. Po odchodu Francouzů byl pomník časem rozebrán a uložen do kůlny na zámku, později odvezen do Moravského zemského muzea v Brně.
- 1812 – byl velmi úrodný rok, hlavně víno se vydařilo.
- 1815 – byla zbourána hradební zeď kolem náměstí, která bránila dopravě a rozvoji trhu, navíc působila značné problémy při hašení požárů.
- 1824 – rozsáhlé pastviny směrem k Troskotovicím byly postupně převáděny na orná pole a propachtována. Celkem bylo zoráno na 100 hektarů. Z desetiletého výnosu pachtovného se postavila nová obecní hospoda.
- 1825 – mění se způsob obdělávání půdy. Na panských pozemcích je místo úhorového hospodaření zaváděno střídání plodin. Dříve zůstávala třetina polí neobdělávána a sloužila jako pastviny. Vysušení rybníků a rozorání pastvin, které tehdy vrchnost provedla, zvýšilo potřebu nových pracovních sil. Proto požadovali vrchnostenští úředníci na základě robotní dohody z roku 1784 od poddaných vždy více robotních výkonů, třebaže placených. Postavení poddaných ještě zhoršovala okolnost, že za finanční tísně po válkách napoleonských sedláci neměli hotových peněz, aby robotné zaplatili a raději si je tedy odpracovali. Tím se stávalo, že k práci na panském, jež měla přednost, byli voláni právě v dobu, kdy měli pracovat na svých polích. Trpěli tím velkou škodu a k tomu bývali ještě od úředníků všelijak šikanováni, nástup do práce jim byl hlášen často pozdě a nezaviněné opoždění ještě pokutováno.
- 1830 – stížnost drnholecké obce krajskému soudu na přetěžování robotou. Ke stížnosti se připojily i okolní obce, byla vyřízena až v roce 1834. Právo vrchnosti na zvýšenou robotní povinnost soud sice potvrdil, ale v ostatních bodech stížnosti se zastal poddaných. Řádil mor dobytka, za tři týdny uhynulo na 50 kusů
- 1831 – v městečku zuřila epidemie cholery, vyžádala si 150 lidských životů.
- 1834 – v Drnholci napočítáno 441 domů, v nichž žilo 2047 obyvatel, velmi dobré víno.
- 1836 – velmi teplé jarní měsíce, ale osmého května uhodily mrazy, vinice prakticky zničeny, zmrzla ale i kukuřice a ovocné stromy. Přízemní budova školy byla zbořena a zbudována nová, poschoďová, za finanční pomoci majitele panství. Zde byly vyčleněny dvě třídy, byty pro učitele a jeho pomocníka. V dalších letech k ní byly přistavovány další třídy. Budova dodnes stojí, je v ní sídlo obecního úřadu, dále je zde poštovní úřad a místní knihovna.
- 1844 – obec koupila hasičskou stříkačku za 420 zlatých. Měla zásobník na 500 litrů vody, neměla však sací hadici a voda se k ní musela dovážet a nalévat. U hřbitova byla postavena zbrojnice. O dva roky později, 3. července, vypukl požár, který se rozšířil na 82 stavení. škody byly vyčísleny na 25 578 zlatých, většina poškozených byla však již pojištěna. Mnoho lidí kritizovalo malou účinnost zakoupené stříkačky.
- 1848 – revoluční rok, v Drnholci ustavena Národní garda, jejím velitelem zvolen statkář Karl Ritter, poručík ve výslužbě. Téměř dvě stovky dobrovolníků si pořídily parádní uniformy a pilně cvičily, ale když v říjnu dostaly rozkaz táhnout do Vídně, nikdo nebyl k sehnání.
- 1850 – v Drnholci zřízen poštovní úřad, prvním poštmistrem byl ustanoven obecní písař a správce pozemkových knih Jakub Geppert. Městečko administrativně příslušelo k správnímu okresu Mikulov. Zrušení patrimonijního úřadu v městečku v tomto roce znamenalo počátek stagnace, neboť se mu vyhnula jak železnice, tak i průmysl. Další epidemie cholery, tentokrát skosila 50 osob.
- 1851 – v Drnholci zahájil provoz menší cukrovar, zanikl koncem 19. století.
- 1857 – ostrý spor o pastviny mezi vrchností a obcí, který byl projednáván před krajským soudem ve Znojmě, soudní spory skončily až v roce 1865 v neprospěch obce.
- 1859 – první dobytčí trh v Drnholci. První trhovci byli pohoštěni mázem vína a pečení. Tažný kůň se prodával za 100 - 120 zlatých, jalovice za 30 - 40 zlatých. Dobytčí trhy se konaly vždy následující den po jarmarku. Při každém nahánění bylo průměrně prodáno 200 kusů hovězího dobytka, 60 koní a 6 koz.

Byla plánována stavba železnice přes Drnholec. Obecní zastupitelstvo proti výstavbě protestuje a v roce 1866 ji zamítá s odůvodněním, že Drnholec má své ovocné trhy, týdenní trhy každou středu a formani by ztratili práci. Osudové rozhodnutí, počátek úpadku Drnholce, neboť se mu vyhnula trasa tehdy moderního dopravního prostředku, průmysl zde je v podstatě zanedbatelný.
- 1861 – stavba silnice z Drnholce do Litobratřic, na kterou obec přispěla částkou 3000 zlatých ve formě „obecní roboty“. Celoláník měl provést 30 sáhů silnice (kolem 60 m), pololáník polovic. Chalupníci a domkáři prováděli výkopové práce a rozprostírali štěrk. Ve stejném roce bylo v obci zavedeno první veřejné osvětlení – pět petrolejových lamp.
- 1865 – kraj zasáhla 10. července nevídaná bouře s krupobitím. Padaly kroupy velikosti holubího vejce, jež ještě 48 hodin po bouři ležely v hromadách. Obilí bylo úplně zatlučeno do země. Bouřka byla provázena prudkou vichřicí, která servala mnoho střech z domů a stodol, vyrazila mnoho okenních tabulek. Vedle hmotných škod byly i ztráty na lidských životech.
- 1866 – rakouská armáda po prohrané bitvě u Hradce Králové částečně poškodila most přes Dyji. V neděli 15. července ohlásil farář z kazatelny „zaručenou zprávu“, že Prusové do Drnholce nepřijdou. Avšak již po poledni vtrhly do městečka první pruské oddíly a na druhý den v Drnholci se utábořilo na 15 000 pruských vojáků. Prusové vyžadovali potraviny, prádlo, plátno a koňské potahy, pruští důstojníci vyhrožovali starostovi. Ke skutečnému násilí došlo jen v jednom případě, když se vojáci vloupali do zámeckého vinného sklepa a všechno tam vypili. Prusové odtáhli až téměř po dvou měsících, celkové škody byly vyčísleny na více než 50 000 zlatých.
- 1869 – v Drnholci bylo 469 domů, v nichž žilo 3071 obyvatel.
- 1870 – vzniká záložna Raiffeisenka, uskutečnila se větší oprava kostela. do těch dob byly věže kostela pokryty břidlicí. Tehdy byly vyměněny krovy a báně pobity plechem. Současně byl kostel opraven zvenčí, stejně i fara. Dlouholetý městský písař Jakub Geppert nezapomněl poznamenat do pamětního spisu na věži, že se tehdy konaly velké církevní slavnosti.
- 1875 – mimořádně krutá zima, i ve vytopené světnici zůstávala zamrzlá okna a napadlo značné množství sněhu. Léto však bylo horké a urodilo se hojně vína i ovoce. Vína prý bylo na Drnholecku tolik, že nastala nouze o nádoby. Vědro samo stálo víc, než víno v něm. Toho roku byl v Drnholci založen sbor dobrovolných hasičů.
- 1877 – založen pěvecký spolek.
- 1880 – ke konci roku zde stálo 546 domů (z toho 9 neobývaných), s 3024 obyvateli (1442 mužů, 1582 žen), podle vyznání bylo 2993 katolíků, 20 protestantů a 11 židů, 2998 bylo Němců, 26 Čechů.
- 1881 – založen spolek válečných veteránů. V tomto roce byl upraven někdejší vrchnostenský mlýn ze 16. století.

Na polích v okolí městyse se pěstuje ječmen, oves, žito i kukuřice, avšak pouze pro vlastní spotřebu. Velmi významné bylo pěstování čočky, která byla hojně prodávána na týdenních trzích. Cukrová řepa nebyla produkována jen ze selských usedlostí, ale byla pěstována smluvně pro cukrovar. Střídavé hospodaření se stalo běžným. Pěstování zeleniny následkem jarních mrazíků a jiných škodlivých atmosférických vlivů během roku nedává žádoucí výnosy. V níže položených zahradách velmi trpí v posledních letech ovocné stromy kvůli vysokému stavu spodní vody. Významné je i vinařství.Rozšířen byl i chov koní, dobytek zůstával v zimě i v létě ve stájích. Chov dobytka byl nadproduktivní, je prodáván na zdejších trzích. Na pečlivém ošetřování skotu si dával záležet zvláště nadační velkostatek. kde bylo chováno více než 200 kusů hovězího dobytka a mléko bylo posíláno denně do Vídně.
Z tohoto roku uvádíme i údaje o ulovené zvěři: 32 kusů srnčí zvěře, 1200 zajíců, 29 bažantů, 745 koroptví a 17 divokých kachen. Jako škodná padlo lovcům za oběť 33 tchořů, 26 lasic kolčav, 3 výři, 8 krahujců, 4 volavky a 72 vran.
- 1884 – na věžích kostela jsou evidovány čtyři zvony v hmotnostech 1512 kg, 672 kg, 168 kg a 112 kg.
- 1885 – zřízena měšťanská škola, slavnostně otevřena 8. srpna 1886 za účasti korunního prince Rudolfa.
- 1887-90 – provedena regulace Dyje, plánovaná již od roku 1848, zásluhou správce drnholeckého panství rytíře Alfréda z Eisensteinu, který založil společnost Povodí Dyje se sídlem v Drnholci, do které vstoupily všechny obce na Dyji od Jevišovky po Dolní Věstonice. Za své zásluhy byl jmenován čestným občanem Drnholce.
- 1891 – v Drnholci žilo 3040 přítomných obyvatel, k tomu dalších 408 příslušných domovským právem.
- 1900 – V Drnholcibylo 614 domů, v nichž žilo 806 rodin, celkem 3280 obyvatel. Rozloha katastru v tomto roce obnášela 3480 ha, z toho 2466 ha polí, 330 ha luk, 13 ha zahrad, 112 ha vinic, 103 ha pastvin, 317 ha lesa. Stav dobytka byl v tomto roce následující: 356 koní, 967 kusů hovězího dobytka a 1048 vepřů. Postavena nová hasičská zbrojnice a pořízena motorová stříkačka. Činných hasičů bylo 85, více než 450 dalších osob přispívalo na činnost hasičského sboru.

### Ve století dvacátém v novém státě
- 1901 – přes Dyji otevřen nový most.
- 1913 – utvořeno děkanství drnholecké, k němuž náležely fary Drnholec, Dolní Dunajovice, Frélichov (nynější Jevišovka), Kolenfurt (nynější Brod nad Dyjí), Mušov, Novosedly, Dobré Pole, Prátersbrun (nynější Březí) a Nový Přerov.

Založeno Milchgenossenschaft (mlékárenské družstvo). Vklad byl 60 rakouských korun, později se o dvě třetiny zvýšil. Mléko se sváželo denně na železniční stanici do Novosedel, odtud se dopravovalo do Vídně. Po vzniku Československé republiky se vozilo nákladním autem do Brna.
- 1914 až 1918 – první světová válka, ve válečné vřavě našlo smrt 101 vojáků pocházejících z Drnholce.
- 1917 – v dubnu byly sňaty z věže 3 menší zvony, později i zvon velký, který dal ulít v roce 1650 Rudolf z Teuffenbachu. Jeho průměr byl 137 cm a vážil 1458 kg (neodpovídá údajům z roku 1884). Měl prý pěkný zvuk a bylo jej daleko slyšet. Musel být napřed rozbit na 28 kusů. Poté zůstal na věži jen jeden zvon o průměru 118 cm. Ale již krátce po válce, v roce 1920, byly pořízeny tři zvony nové.
- 1918 – v říjnu žádala obecní rada v Drnholci o připojení k Rakousku (Deutsch Österreich). Teprve v prosinci byla tato část jižní Moravy připojena k Československé republice.
- 1920 – nejsilnější stranou ve volbách německá křesťansko sociální strana (1417 hlasů).

Na víno byla uvalena spotřební daň ve výši 1,80 Kč za litr, druhák však zdaněn nebyl, a tak bylo možno finanční stráž podvádět.
- 1923 – zřízena česká menšinová škola, svou činnost ukončila v říjnu 1938. Navštěvovaly ji dětí českých pracovníků nadačního velkostatku a dalších státních zaměstnanců. O pět let později byla postavena moderní školní budova, dnešní mateřská škola na Hrušovanské ulici.
- 1924 – Anton Sogl (1892-1958) byl zvolen starostou Drnholce, tuto funkci vykonával až do roku 1938, zasloužil se o modernizaci a zvelebení obce.
- 1925 – ve volbách zvítězili němečtí agrárníci (794 hlasy), křesťanská sociální strana na druhém místě získala 424 hlasy.

Památník obětem první světové války byl slavnostně odhalen v neděli 28. června. Drnholec byl elektrifikován..Dne 7. prosince byla uzavřena úmluva mezi československou a rakouskou vládou ohledně majetku Tereziánské akademie v Drnholci. Správou drnholeckého velkostatku bylo pověřeno Ministerstvo školství a národní osvěty v Praze.
- 1926 – uskutečnila se velká renovace kostela, do kostela bylo zavedeno elektrické světlo.
- 1927 – vychází dějiny Drnholce Geschichte der Marktgemeinde Dűrnholz. jejichž autorem je místní učitel Josef Frodl.

Na místním velkostatku byla prováděna první pozemková reforma, a to tak, že z 1429,67 ha veškeré půdy se dostalo drobným přídělcům 76 ha a jednomu majiteli zbytkového statku 102 ha půdy. Zbývajících 1251,67 ha veškeré půdy, z toho 837,53 ha zemědělské půdy, bylo nadaci propuštěno ze záboru podobně jako zámek s cihelnou.
- 1929 – německé volební společenství nejsilnějším politickým sdružením v obci s 554 odevzdanými hlasy, křesťansko-sociální strana a němečtí agrárníci získali každá přes 300 hlasů, přes 100 hlasů získali němečtí sociální demokraté.
- 1930 – podle oficiálního sčítání obyvatelstva žilo v Drnholci 2896 lidí v 620 domech, z toho bylo 2573 Němců a 232 Čechoslováků.
- 1932 – podle Adresáře Republiky československé pro průmysl, živnosti, obchod a zemědělství byli v obci: 2 lékaři, 1 zvěrolékař, 2 lékárny, 1 autodopravce, 6 pekařů, 1 pobočka banky, 3 výrobci stavebních hmot, 1 stavitel, 1 sklad piva, 1 bednář, 1 obchod s umělými květinami, 4 pokrývači, 1 drogista, 1 železář, 6 řezníků, 3 holiči, 1 zahradník, 6 hostinců, 3 porodní asistentky, 7 prodejen smíšeného zboží, 1 sklenář, 2 velkostatky, 1 hotel, 1 kloboučník, 2 obchody s kůží, 3 malíři pokojů, 1 mechanik, 1 mlékárna (družstvo), 2 mlýny, 3 prodejny se zeleninou, 2 koňští řezníci, 1 kominík, 4 sedláři, 3 zámečníci, 5 kovářů, 4 krejčí, 6 švadlen, 4 obchody se střižním zbožím, 6 obuvníků, 1 prodejna obuvi (Baťa), 2 uzenáři, 1 záložna, 1 klempíř, 3 trafiky, 3 truhláři, 2 hodináři, 2 koláři, 1 pohodný (ras), 1 výrobna cementového zboží, 2 cihelny, 3 tesařští mistři, 1 zubní lékař.
- 1934 – postavena tělocvična s kinosálem (dnešní kulturní dům). Jeho zastavěná plocha činí 800 m² (horní index!), v německých pramenech je uváděno, že jeho kapacita byla až 1500 osob.
- 1935 – ve volbách se nejsilnější stranou stala Sudetoněmecká strana ( SDP, s 1175 odevzdanými hlasy). Stranu v obci vedl Josef Sogl, který byl starostou Drnholce a současně i poslancem Národního shromáždění, údajně jako jediný sedlák za SDP.
- 1938 – k SDP se hlásilo z 2896 obyvatel obce 1365 místních občanů. 26. července se v městečku konala za účasti Konrada Henleina rozsáhlá nacistická manifestace – VII. jihomoravské župní slavnosti – Gauturnfest, kam se sjelo kromě 6500 cvičících i dalších 20000 účastníků.

V srpnu byli v Drnholci internováni čelní němečtí představitelé, včetně starosty Sogla jako rukojmí, propuštěni byli až 6. října, o dva dny později vstoupilo do Drnholce německé vojsko, které bylo nadšeně vítáno obyvatelstvem. České rodiny (četníci, pohraniční stráž, zaměstnanci nadačního velkostatku) odjeli přes Novou Ves do vnitrozemí. Jihomoravské pohraničí zabrané Německem bylo správně přičleněno ke Gau Niederdonau a rozděleno mezi nově vzniklé landráty Mikulov a Znojmo. Drnholec byl přičleněn k landrátu Mikulov. Adolf Hitler podnikl demonstrativní jízdu obsazeným jihomoravským pohraničím 28. října, v den, kdy si těžce zkoušená Československá republika připomínala výročí svého vzniku. V prosinci se uskutečnily volby, v nichž všech 100% hlasů dostala Hitlerova NSDAP. Anton (zatím Josef) Sogl byl jmenován okresním vedoucím v Mikulově, v Drnholci jmenován nový starosta. Po dobu první republiky byly v Drnholci tyto veřejné funkce: 4 obecní strážníci, 3 polní hlídači, 2 obecní poslové, 1 ponocný, 2 krmiči obecních býků, 2 ohledači masa, 3 zprostředkovatelé prodeje vína, 5 cestářů, 3 poštovní doručovatelé a 4 porodní báby.

### Rok 1945 – proměny kraje
První český kronikář o závěru války v Drnholci uvádí: "Když 7. května 1945 vojska Rudé armády po tuhých bojích na řece Dyji vstoupila do Drnholce, byl městys dělostřelbou a leteckým bombardováním nesmírně poškozen. Jen málo bylo domů, které zůstaly úplně nepoškozeny. Poměrně nejlépe zůstala zachována jižní část obce, a to ulice Hrušovanská, Hornická, Polní, Palackého a uličky kolem mlýna. Budova radnice zůstala beze škod. Nepoškozena zůstala i škola na Hrušovanské ulici (dnešní mateřská škola). Těžce byl poškozen kostel, zvláště obě jeho věže a dílo zkázy dokonala prudká vichřice. Také zámek byl válečnými událostmi zle poškozen. Zvláště těžce byla postižena ulice Brněnská, stejně i budova školy. Při bojích byly vyhozeny do povětří mosty přes ramena řeky Dyje, zachován zůstal most přes hlavní tok a starobylý most cihlový. Drnholec byl Němci do poslední chvíle houževnatě bráněn, v pondělí 7. května byl silně bombardován. Bombardování začalo asi v 9 hodin ráno zároveň s dělostřeleckým ostřelováním, po krátké přestávce po poledni vzplanul boj znovu. Kolem páté hodiny odpolední vstoupili první ruští vojáci do Drnholce, když asi půl hodiny předtím ujížděly poslední německé tanky směrem k Hrušovanům."
Boje o Drnholec si vyžádaly značné lidské oběti, přes 200 německých vojáků a stejné ztráty jsou uváděny z Pasohlávek na straně sovětské. Ztráty na civilním obyvatelstvu byly poměrně vysoké. Německé prameny uvádějí přes 30 mrtvých, kteří zahynuli buď v době bombardování, nebo v neklidné poválečné době. Dělostřeleckou palbou a leteckým bombardováním od 27. dubna až do 7. května 1945 byl Drnholec nesmírně poškozen, jen málo bylo domů, které zůstaly úplně nepoškozeny. Všude se kupily trosky, ze střech smetené křidlice, rozbité okenní tabule, ohořelé trámy, vypálené a zřícením hrozící domy a zdi, hluboké jámy po pumách a granátech. Drnholec patřil k nejvíce válkou postiženým obcím na Mikulovsku, úplně zničeno bylo 145 domů, těžce poškozeno bylo 250 obytných objektů. Málo poškozena zůstala jižní část obce (ulice Hrušovanská, Hornická, Polní, Palackého a okolí mlýna). Největší škody byly způsobeny na Brněnské ulici a v jejím nejbližším okolí, kde podle tabelárního přehledu škod způsobených válkou bylo úplně zničeno 65 domů. Podobný obraz zkázy skýtala i ulice Husova (64 domů). Zámek byl poškozen ze 30%, zničeny byly i obě věže kostela. Byly vyhozeny mosty přes ramena řeky Dyje, jen most přes hlavní tok a barokní most cihlový zůstaly zachovány.
Obranu Mikulovska před postupem sovětských vojáků organizoval Josef Sogl, bývalý starosta Drnholce, který po roce 1938 se stal kreisleiterem Mikulovska. Klade se mu za vinu, že údajně s jinými SS-many zapálil v dubnu 1945 mikulovský zámek. Již druhého dne po příchodu jednotek sovětské armády se utvořil v obci revoluční národní výbor, jehož předsedou se stal Karel Novák, jeho zástupcem Julius Krupica. Výbor doplněn ještě o pět dalších osob českého původu, které prožily dobu osvobození v Drnholci, nebo přišly se sovětskými vojáky. Kronikář Eibel podává svědectví, že se mnohdy jednalo o osoby s pochybným charakterem. Bezpečnost v obci zajišťovala skupina asi 12 partyzánů. Během několika měsíců se vystřídalo ve funkci předsedy národního výboru několik osob. Současně s ustanovením tohoto výboru se v Drnholci začali objevovat první noví přistěhovalci, neboť na výzvu vlády Československé republiky přicházejí osidlovat lidé z vnitrozemí i reemigranti ze zahraničí, převážně českého a slovenského původu,
Je připravován odsun německého obyvatelstva. Z Drnholce bylo vystěhováno v několika transportech celkem 1595 Němců (z toho 444 mužů, 763 žen a 388 dětí). První transport odjel 6. března 1946, poslední byl vypraven 27. září téhož roku. K tomuto číslu je nutno připočítat válečné ztráty (117 padlých vojáků na frontách druhé světové války, 34 nezvěstných), dále se jedná o vojáky, kteří skončili v zajetí, též odsun nařízený německými úřady před příchodem fronty na jaře 1945 a konečně odchod některých před nařízením povinného odsunu. Jen malý počet občanů zůstal po odsunu v obci. Jednalo se převážně o osoby žijící ve smíšených manželstvích (24 rodin). Z celkem 774 rodin, které opustily Drnholec, našlo nový domov 249 rodin v Bavorsku, 236 rodin v Badensku-Würtenbersku, 127 v Rakousku, zbývající v různých jiných částech Německa.
"Zvolna se začal rozvíjet hospodářský život v Drnholci a sílil proud přistěhovalců, nových usedlíků, kteří se stávali národními správci na zemědělských usedlostech", uvádí kronikář Drnholce v prvních poválečných letech. Mnozí z nich se s obcí jen seznámili a odešli, jiní po počátečních potížích obec opustili, mnozí však vytrvali a spojili své osudy s novým domovem. A že to byly potíže nemalé, dokumentuje zápis prvního ředitele měšťanské Dobroslava Babáka ve školní kronice. Když byl pověřen otevřením a správou školy, shledal, že dveře do kabinetu v prvním poschodí byly vypáčeny, valná většina pomůcek byla rozbita, mnohé byly odcizeny. Po tomto zjištění byl kabinet uzamčen visacím zámkem, avšak po třech dnech byly dveře vypáčeny a část pomůcek vrácena. Po této události se někdo do kabinetu dobýval násilím ještě čtyřikrát. Obdobné situace s odcizením se objevovaly i v rodinných domcích.Zápisy z jednání MNV, vzpomínky německých obyvatel, publikované v následných letech usvědčují některé tehdejší nové obyvatele z nedobrého jednání až šikanování původních německých obyvatel.

### Nové osídlení Drnholce
Od 1. července do konce srpna 1945 bylo obsazeno asi 80 hospodářských usedlostí, do 15. listopadu se zvýšil jejich počet na 260, z toho 32 živností. Do konce roku 1945 bylo v obci podle údajů z kroniky evidováno 360 národních správců. Do obce se přistěhovalo do konce roku 1947 245 rodin, z nichž 200 obdrželo příděly zemědělské půdy a 45 živnostenské a dělnické rodiny. Nově příchozí se stávali národními správci na zemědělských usedlostech, či převzali drobné řemeslnické podniky a živnosti.
V roce 1946 byla v Drnholci provozována tato řemesla: stolař /1/, kolář /1/, kovář /2/, krejčí /2/, obuvník /1/, sklenář /1/, cementář /1/, kominík /1/, holič /2/, cukrář /1/, pekař /3/, zahradník /1/, malíř pokojů /2/, zámečník /2/, klempíř /1/, sedlář /1/, pokrývač /1/, bednář /1/, mechanik /1/, radiomechanik /1/. V městečku byly v provozu 3 hostince, 3 obchody smíšeného zboží a 1 obchod s obuví.V Drnholci bylo přiděleno celkem 324 přídělů podle paragrafu 22 zákona č.90/1947. Od tohoto čísla je nutno však odpočítat ty rodiny, které z obce odešly v letech 1946-1949, kdy jich odešlo 73. Toto číslo je po Mikulově (136) a Troskotovicích (88) nejvyšší na Mikulovsku. Dekrety o vlastnictví zkonfiskované půdy byly většině zemědělců předány na slavnosti konané 17. května 1946, jíž se zúčastnili zástupci ministerstva zemědělství, Zemského národního výboru v Brně a ONV v Mikulově.
Naprostá většina rodin (211) se přistěhovala z moravských okresů. Jádro těchto přistěhovalců tvořily rodiny z okresu Uherské Hradiště /70/. Nejvíce rodin pocházelo z Horního Němčí /26/, z ostatních 13 vesnic již podstatně méně /Kudlovice 11, Hluk 7, Halenkovice 6, Spytihněv 6, tři rodiny přišly z Louky a Suchova, jedna či dvě rodiny z Těmic, Nedakonic, Bořic a Ostrožské Nové Vsi./ Z okresu Hodonín se přistěhovalo 42 rodin, převládali osídlenci z Vnorov (26), Lipova (4), ze zbývajících 10 obcí po jedné či dvou rodinách (Sudoměřice, Rohatec, Petrov, Žeraviny, Strážnice, Nová Lhota, Dubňany, Ratíškovice, Čejkovice, Moravská Nová Ves).
Okres Vyškov se podílí na osídlení obce 21 rodinami, nejvíce z Kobeřic u Slavkova (9), z Nížkovic (5), z Letonic (3). Z Nesovic, Slavkova u Brna, Hodějic, Ivanovic na Hané a Kojátek po jedné rodině.Šestnáct rodin přichází do Drnholce z 12 různých obcí tehdejšího okresu Hustopeče (Měnín, Křepice, Nosislav, Uherčice, Boleradice, Kobylí, Uherčice, Blučina aj.).
Okres Brno-venkov je zastoupen 13 rodinami z různých obcí (Troubsko, Nové Bránice po dvou, dále Rosice, Popůvky, Bystrc, Líšeň aj.).Z okresu Kyjov odchází osidlovat Drnholec 9 rodin (Násedlovice 5, Žarošice 3, Věteřov 1).Další moravské okresy se podílí na osídlení Drnholce menším počtem rodin: Zlín 7 (z Malenovic 3, po jedné rodině z Hvozdné, Tlumačova, Lukova a Štípy), Kroměříž 5 (Morkovice 2, po jedné rodině z Kroměříže, Chropyně a Slížan), Brno-město 5, Boskovice 4 (Lažany 3, Bořitov 1), Holešov 3, Uherský Brod 2, Třebíč 2, Moravský Krumlov 2, Mikulov 2, Velké Meziříčí 2, Tišnov 2, Olomouc, Židlochovice, Dačice, Znojmo po jedné rodině. Z Čech se přistěhovaly 2 rodiny z okresu Pardubice.
Slovensko je zastoupeno v poválečném osídlení Drnholce poměrně výrazně, celkem 20 rodin, nejvíce z okresu Senica /11/, všichni z obce Borský Mikuláš. Zbývající rodiny přišly přišly z okresů Skalica (3), Trnava (2), Malacky (2), Nové Mesto nad Váhom a Piešťany po jedné rodině. Reemigranti jsou zastoupeni 12 rodinami, a to z Rakouska 8 rodin (z okresu Gansendorf, z obcí Lasse, Obersulz, Fuchsenbiegel), tři rodiny z Bulharska (z Mitropolje a Plevna), jedna rodina z Kanady. Celkově počet obyvatel poklesl oproti roku 1930 /2896 obyvatel/ o 46,2% v roce 1947 /1558 obyvatel/.V následujících letech se usazovaly v obci další rodiny. Nejvýraznější změnou byl v roce 1950 příchod 16 rodin reemigrantů z Bulharska, vesměs z obce Vojvodovo, pro které byly připraveny volné domky. Jak uvádí místní kronika, domky byly opraveny, noví obyvatelé se stali většinou zaměstnanci státního statku. Část z nich přísluší k církvi metodistické a v Drnholci si upravili ze starého domku modlitebnu, stojící na Tyršově ulici. Tu v roce 2008 prodali.
V Drnholci se také usadilo několik rodin slovenských reemigrantů z Rumunska, kteří se v obci většinou trvale usadili až po určité době pobytu v Československu (především z jižních Čech), nikoliv přímo. Dnes po více než padesáti letech, která uplynula od příchodu předků podstatné části dnešních obyvatel Drnholce, málokterý z jejich potomků ví, odkud pocházejí jeho prarodiče.

### Pod vedením KSČ – léta nadějí i zklamání (1945-89)
- 1945 Založen sbor dobrovolných hasičů.
- 1946 Zbořena kaple u hřbitova, vybudovaná v roce 1926 k uctění památky padlých v první světové válce, Zbořen novými obyvateli Drnholce měl být i morový sloup na náměstí. Zůstal uchován do dnešních dnů zásluhou P. Vaška, katolického kněze, který krátce po ukončení války zabránil jejímu zbourání. Volby do ústavodárného shromáždění. Žilo zde asi 1600 obyvatel (tj. asi 60% předválečného stavu.), narodilo se 56 dětí, zemřelo 32osob
- 1947 Nadprůměrné množství sněhu, v létě nedostatek srážek, byl opraven „starožitný pomník uprostřed náměstí", milodarů, obec nedala nic“
- 1948 Opraven z milodarů morový sloup, vedení Drnholce na jeho opravu nedalo nic

Byl zřízen místní rozhlas, vystřídal obecního bubeníka. Místní mlýn se stal součástí Jihomoravských mlýnů a pekáren
V březnu bylo ministerstvem zemědělství rozhodnuto o revizi první pozemkové reformy. Vlastníkem objektu bylo ministerstvo školství, které nesouhlasilo s revizí. Tak majetek drnholeckého statku přešlo pod rezort zemědělců až na podzim. Jednalo se celkem o 1247 ha, z toho lesní, rybničné a jiné plochy bylo 423 ha, zemědělské půdy 824 ha, ze záboru propuštěno 50 ha, celkem k převzetí bylo určeno 1197 ha půdy
- 1949 Jsou prováděny veřejné práce: regulace u jezu na Dyji, stavba dvou železobetonových mostů a bylo započato s výstavbou bytů pro učitele a tří selských usedlostí na Husově ulici
- 1950 Založen přípravný výbor JZD, rozbíhá se činnost některých společenských organizací (Sokol, mládež). Zásluhou Františka Ondry došlo založení Komunálních podniků v Drnholci. Zde byly soustředěny hostince a řemeslníci

Při prvním poválečném sčítání bylo zjištěno, že zde žije 324 rodin, bylo zde 364 domovních čísel, 164 rolníků (výměra polí více než 2 ha), 43 domkařů, 25 živnostníků, 60 dělníků, a 32 zaměstnanců.
Po tomto roce z Drnholce zmizelo: pila, dvě cihelny, výrobny cementového zboží a taky místní lékárenské družstvo. Nadační velkostatek se stal státním statkem
- 1951 Rozvíjí se činnost místního ochotnického divadla, které po celá padesátá léta baví nejen místní publikum, ale zajíždí i do okolních vesnic. Největší úspěch zaznamenávají komedie francouzských dramatiků
- 1952 Studená válka ve světě je na vzestupu, v Drnholci na zámku má sídlo vojenská posádka. Také nastupuje nová revoluční vlna reorganizací, tak je např. zrušena studentská nadace, lesní správa převzala do užívání místní lesy o rozloze 64 hektarů
- 1953 Zrušen lístkový systém a provedena měnová reforma, dostavěna sušárna tabáku na Hrušovanské ulici, v Drnholci zavedeny domovní knihy, aby byl kontrolován pohyb obyvatel.

Ustanoveno spotřební a výrobní družstvo JEDNOTA se sídlem v Drnholci, do působnosti družstva spadaly vsi Pasohlávky, Dobré Pole, Jevišovka, Nový Přerov a Novosedly
- 1954 Začalo se se stavbou hospodářských a obytných budov při silnici do Litobratřic (dnešn Výslní) Založen včelařský spolek, do něhož se sdružilo 49 člen s 285 včelstvy. Také JZD se věnovalo této činnost s 40 včestvy
- 1955 Jako soukromí zemědělci se v Drnholci živí 73 rodin v rámci JZD to bylo 30 rodin, lesní správa se starala o 477 hektarů lesů, projevuje se nouze o byty. Vojenská posádka opouští Drnholec na konci roku.. V Drnholci jsou dvě myslivecká sdružení. V první 24 členů uspořádalo 6 hon s těmto výsledky: Uloveno 205 zajíců, 69 bažantů, 68 koroptví 20 kusů srnčího. V druhém spolku bylo pět zaměstnanců státního statku, kteří běhe tří honů ulovili 580 zajíců a 350 bažantů.
- 1956 Drnholecká JEDNOTA má krátké trvání, na konci roku je včleněna do Jednoty v Mikulově. Drnholečtí představitelé Jednoty během své krátké existence rozšířili prodejní síť o dvě prodejny, v okolí se zasloužili o otevření tří hostinců a jedné prodejny smíšeného zboží. U autobusové zastávky zřízena prodejna občerstvení. Na další léta byla plánována výstavba restaurace a hotelu s velkým sálem (ta se nikdy neuskutečnila) zakoupila pozemek na náměstí, kde se začalo stavět nákupní středisko s více než třicetiletým zpožděním a až po roce 1989 začalo sloužit veřejnosti. Jeho prostory dnes, místo aby sloužily k prodeji a pohodlnému nákupu místních obyvatel, tak je od roku 2006 jeho horní patro pronajímáno a neplní svůj původní účel

Dnes úsměvná informace: V Drnholci je telefonní ústředna, která zajišťuje spojení 32 místních účastníků.
Únorové mrazy toho roku dosáhly -30C, Dyje byla pokryta až 60 cm ledem, který v jarních měsících ohrožoval bezpečí obyvatel
- 1957 Založeny Komunální služby městyse Drnholce, v níž byly soustředěny tyto provozy: sklenářství, radioopravna, dále stolařství, zámečnická dílna, kadeřnictví, povoznictví a stavební výroba.

V Drnholci je na 400 rozhlasových přijímačů, objevují se první televizory. První si pořídil Josef Plass, místní učitel. Poprvé se mohli v Drnholci podívat na televizní vysílání 13. února 1957.
- 1958 Druhé patro zámku slouží jako skladiště Civilní obrany, téměř do roku 1989,

Byla opravena silnice na Novou Ves, v délce 7 km vyasfaltována, byl navážen kámen na opravu Lidické ulice, byly upravovány a zpevňovány oba břehy Dyje od splavu k mostu. Písek na výrobu cementových dlaždic a na úpravu byl získáván přímo z Dyje
- 1959 Byl opravován kostel a budova radnice
- 1960 Studně v obci jsou ve velmi špatném stavu často nezakryté, znečištěné. Stav vozovek v obci je ve velmi špatném stavu, hlavně ulice Lidická a Hornická, Stavební

Zanikl místní mlýn a byla zrušen pobočný závod Družstevních vinařských podniků
Podle místní kroniky byl Drnholec prohlášen za částečnou městskou rezervaci, avšak toto rozhodnutí, pokud je zápis v kronice pravdivý, nebylo nikdy uvedeno v život, neboť v následujících letech byly v podstatě zbourány dva památkově chráněné domy na náměstí, zmizely sochy Herkula Prométhea, zničen bez dlouhého přemýšlení byl barokní cihlový most z konce 17. století, ze slepých ramen pod zámkem byla za souhlasu vedení statku i MNV zřízena černá skládka, macešsky se zachovali místní funkcionáři i k jiným památkám, především radnici a sýpce
- 1961 Zřízena obřadní síň na radnici, směrem na Brod nad Dyjí zjištěn nový vydatný zdroj vody
- 1962 Proveden půdoznalecký a geologický průzkum Drnholce, v jehož katastru se nacházejí spraš, černozem a štěrkopískové terasy

JZD končí, jeho členové se většinou stávají zaměstnanci státního statku, větrolamy o rozloze asi 3,5 ha jsou po 15 letech existence zrušeny a převedeny na ornou půdu
- 1963 Objevila se velmi početná hejna vran, která byla z moci úřední trávena fosfrem a otrávenými vejci, na Dyji uhynula nejméně tuna ryb.

Nájemné za byty v Drnholci se pohybovalo mezi 40 -60 Kč měsíčně
- 1964 Výstavba vodovodu v Drnholci, kronikář uvádí, že tehdy byla voda trojí. Z katastru Výsluní, odkud byla do městečka přiváděna do kašny na náměstí hliněnými rourami již ve středověku, dále voda ve studnách s převážně závadnou vodou a voda v Dyji, též závadná, bylo zakázáno užívat tuto vodu k pití a vaření
- 1965 Pokračováno s pracemi na místním vodovodu, scházel však základní materiál (potrubí)

Krádeže a vloupání na denním pořádku, proto ochranný dohled nad některými mladistvými
Začal geologický průzkum pro projekt Vodního díla Nové Mlýny
- 1966 Zahájena výstavba bytovek na Hrušovanské

Dokončuje se výstavba hřiště a kabin (současné hřiště TJ Dynama), sokolovna (Turnhalle – budova z roku 1934, dnešní kulturní dům) podle kroniky nevyhovuje po stránce hygienické. Je až s podivem, jak dokázali místní zničit i ten poměrně nový(v té době pouhých 32 let starý) kulturní dům
- 1967 Představitelé obce souhlasí s předáním budovy renesanční radnce Restauracím a jídelnám Břeclav
- 1968 Záznam o tomto významném roce v historii našeho státu v kronice chybí. Nejen toto bílé místo v historii Drnholce čeká na zpracování, ale celý poválečný vývoj
- 1969 Otevřena prodejna PRAMEN na náměstí,
- 1970 Byla zahájena „generální oprava“ kulturního domu. Oprava byla jistě nutná, ale přestavba a rozdělení budovy na kino a sál jistě diskutabilní.

Správcem farnosti se stává P: Josef Souchop, jehož práce byla jednoznačně kladně hodnocena.
- 1971 Opravován morový sloup na náměstí, jedna ze soch(sv. Jan Nepomucký) byla odvezena na opravu do Brna, odkud se vrátila na své místo až po roce 1989.
- 1972 Zemětřesení v Rakousku, i v Drnholci otřesy domů, posun nábytku v bytech a popraskání zdí, z kostela spadlo na 300 tašek

Začal jezdit autobus Mikulov – Brno přes Drnholec
- 1973 Komunální služby připojeny ke Službám města Mikulova
- 1974 Začal jezdit jediný přímý spoj z Drnholce do okresního města Břeclav, a to linka Znojmo- Žilina
- 1975 Peníze na opravu kulturní památky (dům č. 4 na náměstí) posloužily k jeho demolici. Trosky tohoto a sousedního domu hyzdily Drnholec dalších více než deset let.

Dokončena oprava kulturního domu po pěti letech tak mají Drnholečtí příležitost kulturního vyžití
- 1976 Státní statky na Mikulovsku spojeny v jeden mamutí celek, o důležitých věcech se většinou rozhoduje mimo Drnholec

Začíná „konec starých časů“ Nenávratně je zlikvidována technická památka barokní cihlový most z roku 1690, začíná přeměna původní krajiny ve Vodní dílo Nové Mlýny.
Předsedkyní VO KSČ zvolena Eva Milošová, později též ředitelka ZŠ Drnholec (do konce roku 1989)
- 1977 Opravena a otevřena obřadní síň na zámku
- 1978 Započato se stavbou nové požární (dnes hasičské) zbrojnice, po dvou letech postavena

Uskutečnil se první ročník automobilové orientační soutěže, organizovanou AMK Drnholec, jehož vůdčí osobností byl MUDr. Jan Vanýsek. V zajímavých a hodnotných doprovodných kulturních akcích vystupovali různé osobnosti té doby. Za všechny bych chtěl jmenovat známého brněnského siláka a recesisty Frantu Kocourka
- 1979 Pokud byste chtěli jet do Novosedel, museli jste místo tří čtyř kilometrů překonat nejméně 15 km, neboť byla budována nová silnice i most přes Dyji od Drnholce po křižovatku Brod nad Dyjí – Novosedly
- 1980 Při úpravách náměstí byla nalezena 15 metrů hluboká studna. Časem dostalo náměstí v Drnholci nový zajímavý prvek. Když studna byla opravena a zvýšena zídka kolem ní, na vrchol byla nasazena replika renesanční mříže, kterou vyrobil místní kovář Jaroslav Stavarič
- 1981 Dokončena oprava náměstí a některých přilehlých ulic, celkem se v Drnholci na tyto opravy proinvestovalo 16 milionů korun, bohužel na některé ulice (např. Lidická) a zásadní opravy památek (především těch na náměstí) už nezbylo
- 1982 Konečně bylo započato již dlouhá léta slibovanou přístavbou školy, ve své době očekávanou, z pohledu dnešního asi částečně nepotřebnou, vzhledem ke snižujícím se počtům žáků, dlouhá léta se hledalo smysluplné využití budovy bývalé školy v Jevišovce, nasměrování žáků z Pasohlávek do školy v Pohořelicích a Brodských do Dolních Dunajovic údajně pro lepší dopravní spojení
- 1983 Rychlým tempem pokračovala přístavba školy. Budova byla předběžně zkolaudována a předána do užívání na samém konci roku
- 1984 V březnu byla slavnostně otevřena přístavba Základní školy v Drnholci

Kopii renesančního kování na studnu na náměstí zhotovil Jaroslav Stavarič
Místní družstvo mladých požárníků (dnes hasičů) bylo velmi úspěšné na mistrovství republiky v požárním sportu, o rok později byli úspěšní na mezinárodním poli, kdy Rakousku vyhráli
- 1985 Průměrný měsíční výdělek včetně podílů činil na státním statku 3083 Kčs

Místní organizace ČSOZ připravil pro místní občany soutěž Rozkvetlá ulice
- 1986 Mezinárodní rok míru, konaly se volby do zastupitelských orgánů tehdejší Československé socialistické republiky, byly posledními, kdy občané vhazovali do volebních uren volební lístky jednotné kandidátky Národní fronty
- 1987 V Drnholci chybí odpovídající zdravotní středisko

Byla zahájena přístavba tělocvičny, byl otevřen Klub důchodců
Na počest 10. výročí založení ženského pěveckého sboru se uskutečnil za účasti pěveckých sborů z okolí Svátek písní, v srpnu se uskutečnila návštěva občanů z bulharského Podemu, odkud pochází část obyvatel Jevišovky
- 1988 V Drnholci žilo 1835 občanů, přistěhovalo 56, odstěhovalo 31, stejný počet se i narodil a 12 osob zemřelo

Kostel dostal novou střechu z měděného plechu, byla zahájena výstavba nákupního střediska Jednoty
- 1989 Drnholec získal v socialistické soutěži národních výborů první místo

Sedmého února prošel Drnholce masopustní maškarní průvod. Tento rok byl vyhlášen Rokem životního prostředí.
Základní školu navštěvovalo 490 žáků
V létě se uskutečnila výměna správců římsko katolické farnosti. Po téměř deseti letech svého působení v Drnholci odchází R. D. Pavel Posád, na jeho místo nastupuje R. D. Pavel Procházka, přeložený do Drnholce z trestu. R. D. Posád v následujících letech stoupá v církevní hierarchii vzhůru, je jmenován biskupem v Litoměřicích, posléze přeložen do Českých Budějovic.
Po událostech 17. listopadu se scházejí zhruba o dva týdny později občané Drnholce v místním kině, kde diskutují o problémech.
Je to rok zvratu, kdy po 40 letech vlády jedné strany KSČ, dochází k hlubokým změnám ve společnosti. Dnes, v roce 2009, jsou mnozí lidé na rozpacích ze společenského vývoje. Přesto jsem přesvědčen, i když mnozí jsou zklamáni, tak klady vývoje společnosti a vztahů v ní převažují nad zápory.

### Od ČSSR k České republice a k EU
- 1990 Byl to rok, kdy Československo procházelo zásadní proměnou společenských vztahů. Uskutečnily se po mnoha letech skutečně demokratické volby, na jaře jsou volby parlamentní, na podzim do obecních zastupitelstev. I Drnholci se objevují první soukromé firmy. Novým starostou se stal Stanislav Kulhavý (ČSSD), před rokem 1968 ředitel Státního statku Drnholec, po vyloučení z KSČ byl ekonomem v JZD Mikulov
- 1991 Proběhla první jednání o zřízení skládky pevného domovního odpadu.
- 1992 Osmého března bylo slavnostně otevřeno nákupní středisko Jednoty, o měsíc později první obchod mimo své centrum firmy Mountfield, prodávající různé stroje a příslušenství pro zahrádkáře v bývalé prodejně Pramenu. Dalším novým objektem v Drnholci, otevřeným v průběhu roku byla čerpací stanice pohonných hmot. Mariánské sousoší (morový sloup) bylo doplněno čtvrtou sochou, která chyběla na svém místě od roku 1971
- 1993 Na letnice se konala v místním kostele mše smíření. Na kříži u kostela byla umístěna pamětní deska na památku těch, kteří žili v Drnholci do roku 1945. Státní statek Drnholec se rozpadl, byl rozdělen mezi deset soukromých osob. K velkým změnám dochází v obchodní síti, je otevřena skládka pevného domovního odpadu, kterou spravuje frma STKO
- 1994 Obecní úřad se přestěhoval do nových prostor, do bývalé školy na Kostelní ulici
- 1995 Koncem roku začalo fungovat zdravotní středisko na hasičské zbrojnici, poté, co se odtud odstěhoval obecní úřad

Otevřen hotel na náměstí
- 1996 Dokončena nov telefonní ústředna TELECOM
- 1997 Místní rodák Adolf Walla (*1937), guvernér Rakouské národní banky, byl jmenován čestným občanem Drnholce u příležitosti svých šedesátých narozenin. Přítomni byli předseda české vlády Tošovský, senátor Jiří Pavlov a další významní hosté
- 1998 Místní organizace KSČM pořádala oslavu MDŽ, na níž byli přítomni M. Grebeníček, předseda této strany, a K. Sýs, básník a spisovatel. Nezaměstnanost přesáhla na Drnholecku 10%
- 1999 I když datum, odkdy existuje Drnholec, není známo, rozhodli se místní zastupitelé připomenout první historicky doloženou zmínku o Drnholci. První pravá listina se zmínkou o Drnholci pochází z roku 1249. Při této příležitosti byla vydána o historii Drnholce drobná publikace. Současně Drnholečtí požádali o schválení znaku městečka a také jeho praporu. Slavnostní prapor je stále v obřadní síni, ovšem venkovní vlajka nebyla vystavena dvě hodiny, když byla ukradena.
- 2000 Všem zájemcům v obci byly zavedeny plynové rozvody. Byly opraveny všechny ulice mimo ulici Lidickou

Na konci druhého tisíciletí žilo v Drnholci 1736 občanů (847 mužů a 889 žen, narodilo se 11 dětí zemřelo 12
- 2001 Poprvé se konala tříkrálová sbírka, vybralo se 13000 Kč.
- 2002 Povodně v srpnu na Dyji přivedly do Drnholce novináře z celé republiky a nejrůznějších sdělovacích prostředků, neboť ohrožovala nejen Drnholec, ale i obce v okolí, především Novosedly a Jevišovku. Nenápadně do Drnholce proniká nový hospodářský subjekt AGRO Měřín, poté, co „dědici“ státního statku v převážné míře pro nedobré ekonomické výsledky končí s podnikáním. Od října jsou po mnoha a mnoha letech uvedeny do provozu věžní hodiny
- 2003 Pomalu se rozvíjí v Drnholci na rozdíl od okolí vinařství Ale i zde na Výsluní vzniká během krátké doby Nové vinařství, které se během krátké doby stává v tomto oboru pojmem. Do provozu byla uvedena čistírna odpadních vod a také obyvatelé Lidické se dočkali konečně nové silnice
- 2004 Internet a počítače spolu s mobily ovládly běžný život i v jednotlivých rodinách. Děti však znají pracovat s počítačem mnohem lépe než dospělí.
- 2005 Obyvatel Drnholce ubývá, z Drnholce mizí obchody, nové zase se objevují. Nejvýznamnějšími mezi místními podnikateli se zdají být firmy Macháček, MATES, Josef Malík, SIKOS. Dobře si vede discoklub PANAMA, působí tu firmy MEGA FIVe, po dlouhých letech se vrátila do rukou obce radnice na náměstí, velkým pěstitelem vína je firma Holec. Nejvýznamnějším zemědělským producentem je AGRO Měřín, současně i největší zaměstnavatel zdejších práceschopných obyvatel Drnholce jehož dceřinou firmou je Nové vinařství. Z dalších významných zemědělských producentů je Valášek, Vojta Šebesta a firma APEX HD.. Zdá se, že úspěšnými firmami jsou S. Konečný a Kalianko, Hanák. Mnoho lidí nachází práci ve velkých městech v Brně a v Praze. Zde působí např. Hemala a Mačuga., každý z nich zaměstnává nejméně 10 pracovníků. Nemálo pracovních příležitostí poskytují sousední Novosedly. Více úspěchů zaznamenává Drnholec na poli kulturním. Za všechny akce připomeňme alespoň hody a velikonoční výstavy vín. Ze zájmových organizací je to Drnholecká chasa, dětský folklorní soubor Jarabáček, TJ Dynamo, myslivci a zahrádkáři-vinaři

I když počet obyvatel Drnholce se snižuje, přesto se zde staví nové domy v lokalitách Pod Sýpkou, na Husové a na Výsluní. I když je zde nedostatek pracovních příležitostí, je zde poměrně levné bydlení a relativní blízkost Brna, Rakouska a také Pasohlávek a LVA a Mikulova, činí z Drnholce místo ke spokojenému žití. I zde si začínají uvědomovat, že rozvoj vinařství, především doprovodných služeb je jednou z možností rozvoje turistiky a tím i příležitostí pracovních míst.

### Prameny
- Státní oblastní archív Břeclav se sídlem v Mikulově, fond obec Drnholec
- Moravský zemský archív Brno, fond Velkostatek Drnholec
- Das Urbar der Liechtensteinischen Herrschaften aus Jahre 1414, (editor Bretholz Berthold), Liberec 1930
- Kronika městyse Drnholec(od roku 1945)
- Farní kronika Drnholec
- Drnholecký zpravodaj (vycházel od roku 1975 do 1993, od roku 1999 obnoven pod názvem Drnholecký občasník)

### Sekundární literatura
- Nekuda Vladimír, Břeclavsko – vlastivěda, Brno 1969
- Hosák Ladislav, Historický místopis země Moravskoslezské, 1938
- Frodl Josef, Geschichte der Marktgemeinde Durnholz........, Drnholec 1927
- Max Wenzel (editor), Geschichte der Marktgeminde Durnholz, vyd. v NSR, 1970
- Janeček Jiří, Drnholec – 750 let obce, Obecní úřad Drnholec, 1999 -zde uvedena další literatura se vztahem k Drnholci
- Stuchlík Stanislav (editor), Oblast Vodního díla Nové Mlýny od pravěku do středověku, Archeologický ústav AV ČR Brno 2002
- Konečný Lubomír, K nejstarším dějinám Drnholecka, in: Jižní Morava 1988, Mikulov 1988
- Eliáš Jan, Zámek Drnholec, stavebně historický průzkum, Brno 1994
- Mareček Jiří, Drnholec – farní kostel Nejsvětější Trojice, Jižní Morava 1998
- Schwetter Anton – Kern Siegfried, Der politische Bezirk Nikolsburg, Mikulov 1884
- Nováček Silvestr, Osudný rok 1938 v břeclavském regionu, Břeclav 1989
- Školl Jaroslav, Nové osídlení okresu Břeclav po roce 1945, Břeclav 1983